# Russell Wilson
Russell Carrington Wilson (Cincinnati, 29 novembre 1988) è un giocatore di football americano statunitense che milita nel ruolo di quarterback per i New York Giants della National Football League. Fu scelto nel corso del terzo giro (75º assoluto) del Draft NFL 2012 dai Seattle Seahawks. Al college giocò a football all'Università del Wisconsin.
Nella sua prima stagione da professionista, Wilson guidò i Seahawks al secondo turno di playoff, venendo premiato come Pepsi NFL Rookie of the Year. Nella seconda portò la squadra alla sua prima vittoria del Super Bowl in 38 anni di storia. L'anno seguente la condusse a qualificarsi per il secondo Super Bowl consecutivo, un fatto mai accaduto prima a un quarterback nelle sue prime tre stagioni. Wilson ha vinto più gare (64) di qualsiasi altro quarterback nelle sue prime sei annate.

## Primi anni e famiglia
Wilson nacque a Cincinnati, Ohio e crebbe a Richmond, Virginia, figlio di Harrison Benjamin Wilson III, un avvocato, e Tammy T. Wilson, una consulente legale. Ha un fratello maggiore, Harrison IV, e una sorella minore, Anna. Wilson iniziò a giocare a football con il padre e il fratello all'età di quattro anni.
Wilson è multi razziale. Le sue origini sono principalmente afroamericane, anche se possiede alcuni antenati tra i nativi americani. Il suo bis bisnonno era lo schiavo di un colonnello Confederato, che fu liberato dopo la Guerra Civile Americana. Il nonno di Wilson, Harrison B. Wilson Jr., fu presidente della Norfolk State University e giocò a football e a basket alla Kentucky State University. Suo padre giocò a football e baseball a Dartmouth e giocò come wide receiver nella pre-stagione del 1980 per i San Diego Chargers. Il fratello di Wilson giocò a football e baseball alla University of Richmond, mentre la sorella è considerata una delle migliori giocatrici di basket delle scuole superiori della nazione.
Il padre di Wilson morì il 9 giugno 2010 all'età di 55 anni per le complicazioni dovute al diabete.

## Scuole superiori
Wilson frequentò la Collegiate School di Richmond, Virginia, una scuola preparatoria. Nella sua stagione da junior nel 2005, passò 3.287 yard e 40 touchdown. Inoltre corse 634 yard e segnò altri 15 touchdown su corsa, venendo inserito nella formazione ideale dello stato. Wilson fu premiato due volte dal Richmond Times-Dispatch come giocatore dell'anno.
Nella sua stagione da senior nel 2006, Russell passò 3.009 yard, 34 touchdown e 7 intercetti. Inoltre corse 1.132 yard e segnò 18 touchdown su corsa. Quell'anno fu inserito nella formazione ideale dello stato e della conference. La rivista Sports Illustrated lo citò per la sua prestazione nella finale del campionato statale.
Oltre che a football, Wilson alle scuole superiori giocò anche a baseball e a basket.

## Carriera universitaria

### NC State (2007-2011)
Wilson passò la stagione 2007 a NC State come redshirt. Nel 2008, Wilson inizialmente divise i minuti di gioco con il quarterback senior Daniel Evans e con lo junior Harrison Beck. Alla fine, Evans e Beck non entrarono più in campo rispettivamente dopo la settimana 2 e la settimana 5. Wilson guidò la squadra a un record 4–3 nella stagione regolare, terminando la stagione con 4 vittorie consecutive. Durante la vittoria su East Carolina, Wilson lanciò per 201 yard e 3 touchdown. Passò inoltre due touchdown in ognuna delle ultime 6 partite.
Nel PapaJohns.com Bowl 2008 contro la Rutgers University, Wilson lanciò per 186 yard e un touchdown e corse per 46 yard prima della fine del primo tempo. Verso la fine dello stesso, Wilson corse a quattro yard dalla end zone, dove subì un placcaggio e si infortunò a un ginocchio. Con Wilson in panchina per il resto della partita, i suoi sostituti lanciarono un totale di 3 intercetti e alla fine NC State perse 23–29. Nel corso della stagione completò 150 passaggi su 275 tentativi per 1.955 yard e 17 touchdown a fronte di un solo intercetto. Inoltre corse 116 volte per 394 yard e 4 touchdown. La Atlantic Coast Conference (ACC) lo inserì nella formazione ideale della stagione. Fu la prima volta nella storia della conference che un quarterback freshman venne inserito nella prima formazione ideale.
Il 29 luglio 2009, Wilson fu nominato miglior quarterback delle gare di pre-stagione della ACC. Il 19 settembre 2009 superò il record NCAA di tutti i tempi di Andre Woodson con 325 passaggi consecutivi senza un intercetto contro i Gardner-Webb Runnin' Bulldogs. La sua striscia si fermò a 389 passaggi contro i Wake Forest Demon Deacons. Nella vittoria sull'Università di Pittsburgh, Wilson guadagnò oltre 400 yard totali con 4 touchdown.

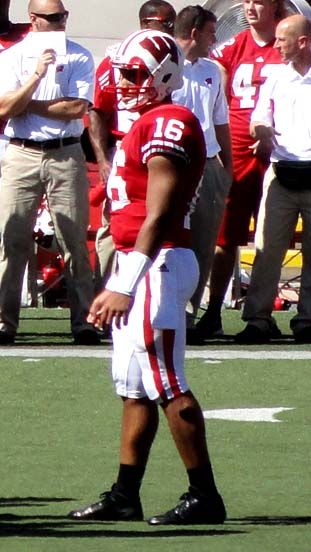
Russell Wilson nel settembre 2011.

Wilson nel 2010 guidò la squadra a un record di 9–4, compresa una vittoria 23-7 sui West Virginia Mountaineers nel Champs Sports Bowl 2010. Guidò la ACC in yard passate a partita (274,1) e yard totali guadagnate a partita (307,5). Wilson si laureò a NC State nel maggio 2010 e continuò a frequentare i corsi del livello successivo nel semestre autunnale durante la stagione del football.
Nel 2011 Wilson annunciò che in primavera si sarebbe allenato con i Colorado Rockies della Major League Baseball. Il capo-allenatore di NC State Tom O'Brien espresse delle riserve sul comportamento di Wilson, affermando "Russell ed io abbiamo avuto dei colloqui molto aperti sulle sue rispettive responsabilità nel baseball e nel football. Mentre ho certamente rispetto della dedizione verso il baseball di Russell negli ultimi anni, in seguito a queste sue decisioni ho dovuto ricordargli l'importanza del suo impegno con NC State nel football." Il 29 aprile 2011, O'Brien annunciò che Wilson aveva ottenuto il permesso di lasciare l'università con un anno di anticipo rispetto alla fine del suo percorso di studi.

### Wisconsin (2011)
Il 27 giugno 2011, il capo-allenatore dei Wisconsin Badgers Bret Bielema annunciò che Wilson avrebbe disputato con Wisconsin la stagione 2011.

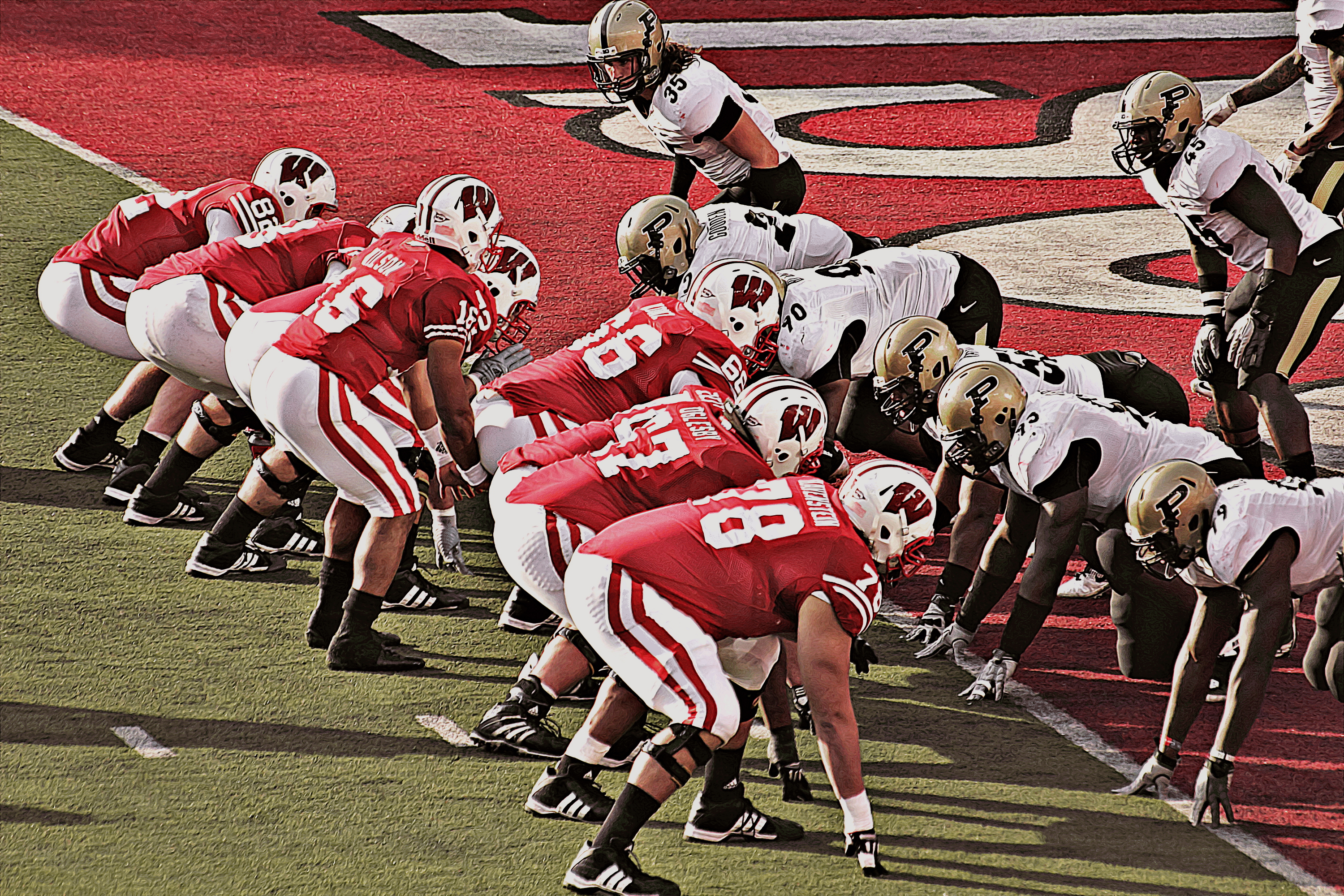
Wilson e l'attacco dei Badgers schierati contro Purdue nel 2011.

Nel debutto stagionale contro UNLV, Wilson passò per 255 yard e 2 touchdown, oltre a correre 62 yard, tra cui un touchdown da 46 yard. I Badgers vinsero 51–17. Alla fine della stagione regolare, Wilson fu inserito nella formazione ideale della Big Ten sia dagli allenatori che dai media. Wilson inoltre vinse il premio di quarterback dell'anno della Big 10.
Nell'inaugurale Big Ten Championship Game del 3 dicembre 2011, Wilson lanciò 3 touchdown e guidò i Badgers alla vittoria 42-39 sui Michigan State Spartans. Wilson fu nominato miglior giocatore dell'incontro.
Nel dicembre 2011, Wilson fu inserito nella terza formazione ideale All-American da Yahoo Sports e finì nono nelle votazioni dell'Heisman Trophy, il massimo riconoscimento individuale a livello universitario, con 52 punti.
Nel Rose Bowl 2012 contro gli Oregon Ducks, disputato il 2 gennaio 2012, Wilson completò 19 passaggi su 25 tentativi per 296 yard, 18 yard corse e 3 touchdown (2 passati, 1 corso). I Badgers persero la gara 38-45.
Wilson terminò la stagione con 33 touchdown passati, stabilendo il record stagionale dell'Università del Wisconsin e il secondo massimo nella storia della Big Ten dietro Drew Brees nella stagione 1998 con Purdue (39). Wilson stabilì inoltre il primato per il miglior passer rating (191,8).
Il 28 gennaio 2012, Wilson disputò la sua ultima partita nel football universitario nel Senior Bowl 2012.

## Carriera professionistica

### Pre-Draft
Prima del Draft NFL 2012, Wilson era pronosticato dagli osservatori della NFL e dagli analisti come una scelta dei giri intermedi. Nel febbraio 2012, l'ex quarterback della NFL quarterback e direttore della IMG Madden Football Academy Chris Weinke disse di Wilson: "Se fosse alto 1,95, sarebbe probabilmente la prima scelta assoluta del draft". L'11 aprile 2012, l'ex allenatore e analista di ESPN Jon Gruden affermò: "L'unico problema di Russell Wilson è la sua altezza. Questa potrebbe essere l'unica ragione per cui potrebbe non venire scelto nei primi due giri".

### Seattle Seahawks
Wilson fu scelto dai Seahawks nel corso del terzo giro (75º assoluto) del Draft il 27 aprile 2012. In seguito l'allenatore Pete Carroll confessò di non essere stato pienamente convinto all'epoca di scegliere Wilson, ma di essere stato spinto dal general manager John Schneider, rimasto impressionato dal giocatore dopo averlo osservato al college in una gara contro Michigan. Se non fosse stato scelto da Seattle, Wilson probabilmente sarebbe stato selezionato tredici posizioni dopo dai Philadelphia Eagles.
Il 7 maggio, Wilson acconsentì alla proposta contrattuale presentatagli dalla dirigenza dei Seahawks.

#### Stagione 2012
Il 13 maggio, dopo la fine del mini-camp dei Seahawks riservato ai rookie, l'allenatore Carroll affermò che, grazie alle solide prestazioni appena dimostrate, Wilson avrebbe potuto entrare nella competizione per il ruolo di quarterback titolare insieme a Matt Flynn e Tarvaris Jackson. Dopo una buona prestazione anche nella seconda gara di pre-stagione, Carroll annunciò che Wilson sarebbe partito per la prima volta dall'inizio nella terza gara di preparazione, vinta contro i Kansas City Chiefs. In seguito a questa prestazione, il giocatore fu nominato quarterback titolare per la partita di debutto della stagione regolare contro gli Arizona Cardinals del 9 settembre.

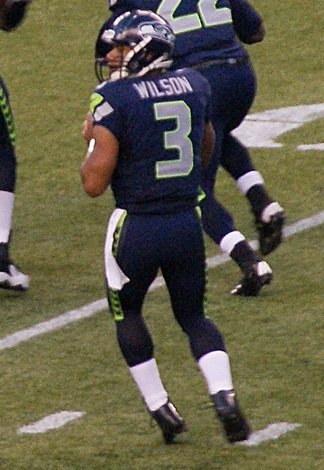
Wilson nella pre-stagione 2012.

La prima gara da professionista di Wilson fu costellata da alti e bassi: mentre convertì un buon numero di terzi e quarti down, subì tre sack dalla difesa dei Cardinals che lo pressò per tutta la partita. I Seahawks persero 16-20, terminando con 153 yard, un touchdown e un intercetto subito. La prima vittoria per Russell giunse nel turno successivo quando i Seahawks superarono 27-7 i Dallas Cowboys. Wilson completò 15 passaggi su 20 tentativi per 150 yard e un passaggio da touchdown da 22 yard per Anthony McCoy
Nella settimana 3 i Seahawks vinsero in casa contro i Green Bay Packers per 14-12 con un controverso passaggio da touchdown di Wilson all'ultimo istante di gara per Golden Tate su una situazione di quarto down &24. Wilson terminò la partita con 130 yard passate e due touchdown, entrambi per Tate.
Dopo una sconfitta coi Rams e una vittoria sui Panthers, nella settimana 6, coi Seahawks in svantaggio di 13 punti nel secondo tempo contro i New England Patriots, Wilson disputò la sua prima gara di alto profilo conducendo i suoi alla rimonta con 293 yard passate e 3 touchdown, tra cui quello decisivo a un minuto e 18 secondi dal termine per Sidney Rice. Concluse la gara con un passer rating di 133,7, divenendo il primo rookie della storia della NFL a guidare due rimonte vincenti con meno di 2 minuti al termine della gara.

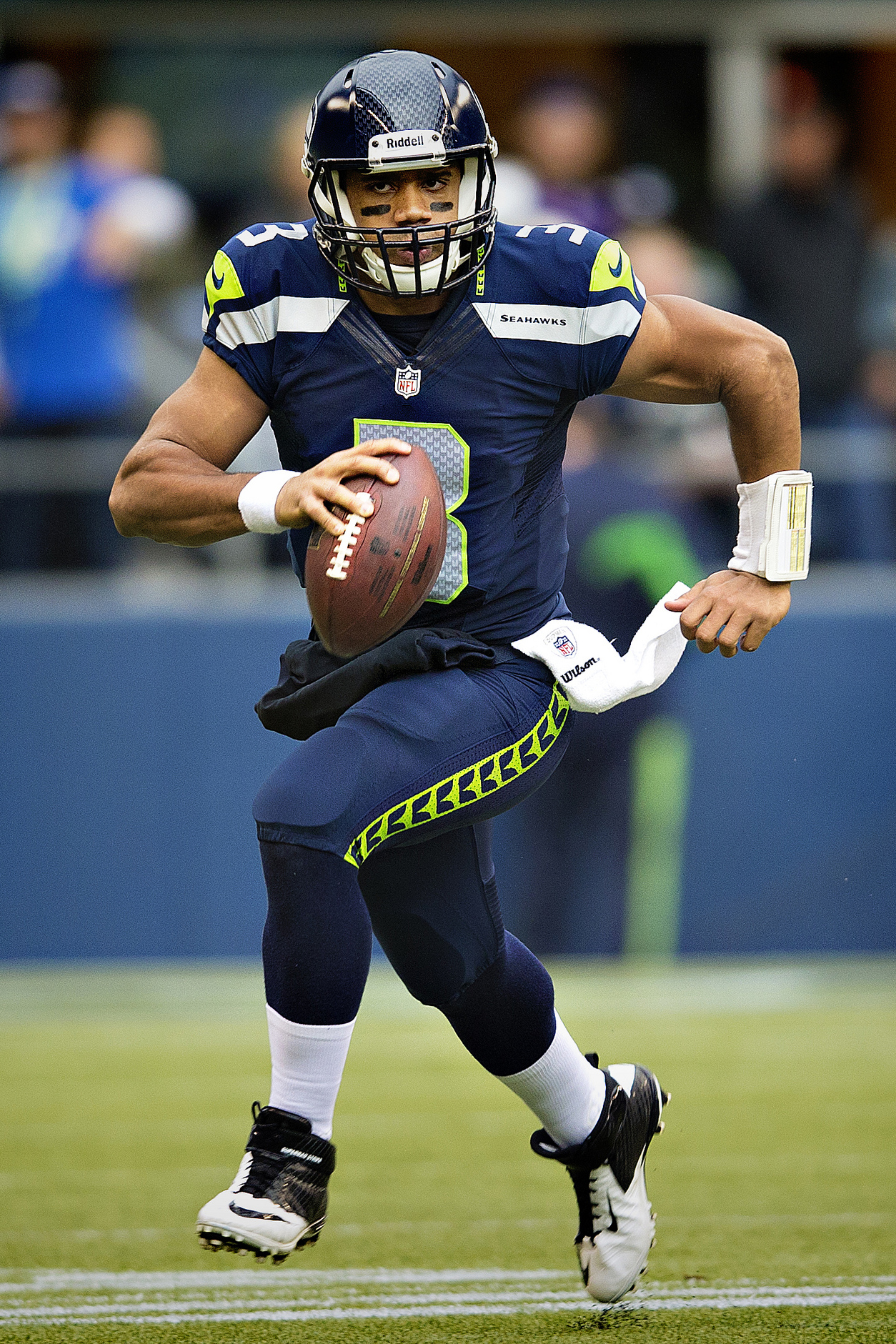
Wilson contro i Minnesota Vikings il 4 novembre 2012.

Seguirono due sconfitte consecutive contro i San Francisco 49ers e i Detroit Lions prima di tornare alla vittoria nella settimana 9 contro i Minnesota Vikings, dove Wilson passò tre touchdown senza subire intercetti. Sette giorni dopo Seattle superò New York Jets, dove il quarterback completò 12 passaggi su 19 per 188 yard, due touchdown e nessuno intercetto subito.. Per questa prestazione, alla quarta nomination, fu premiato come rookie della settimana.
Nella settimana 13, contro i Chicago Bears al Soldier Field, Wilson dapprima guidò un drive da 97 yard nei minuti finali di gioco, coi Seahawks in svantaggio di quattro punti, fino al touchdown passato a Golden Tate, portando la squadra in vantaggio. In seguito, dopo il pareggio dei Bears allo scadere dei tempi regolamentari, guidò un altro lungo drive che si concluse con un touchdown per Sidney Rice, dando la vittoria alla propria squadra. Wilson nel finale di gara convertì un gran numero di terzi e quarti down e terminò con 293 yard passate, 2 touchdown (senza intercetti) e 71 yard corse, consentendo a Seattle di vincere la seconda gara della stagione in trasferta. Con questa prestazione Russell lanciò il terzo touchdown vincente negli ultimi due minuti di gara o nei supplementari della stagione, il massimo per un rookie dalla fusione tra NFL e AFL nel 1970. Nei giorni successivi, fu premiato per la prima volta come miglior quarterback della settimana e come giocatore offensivo della NFC della settimana.

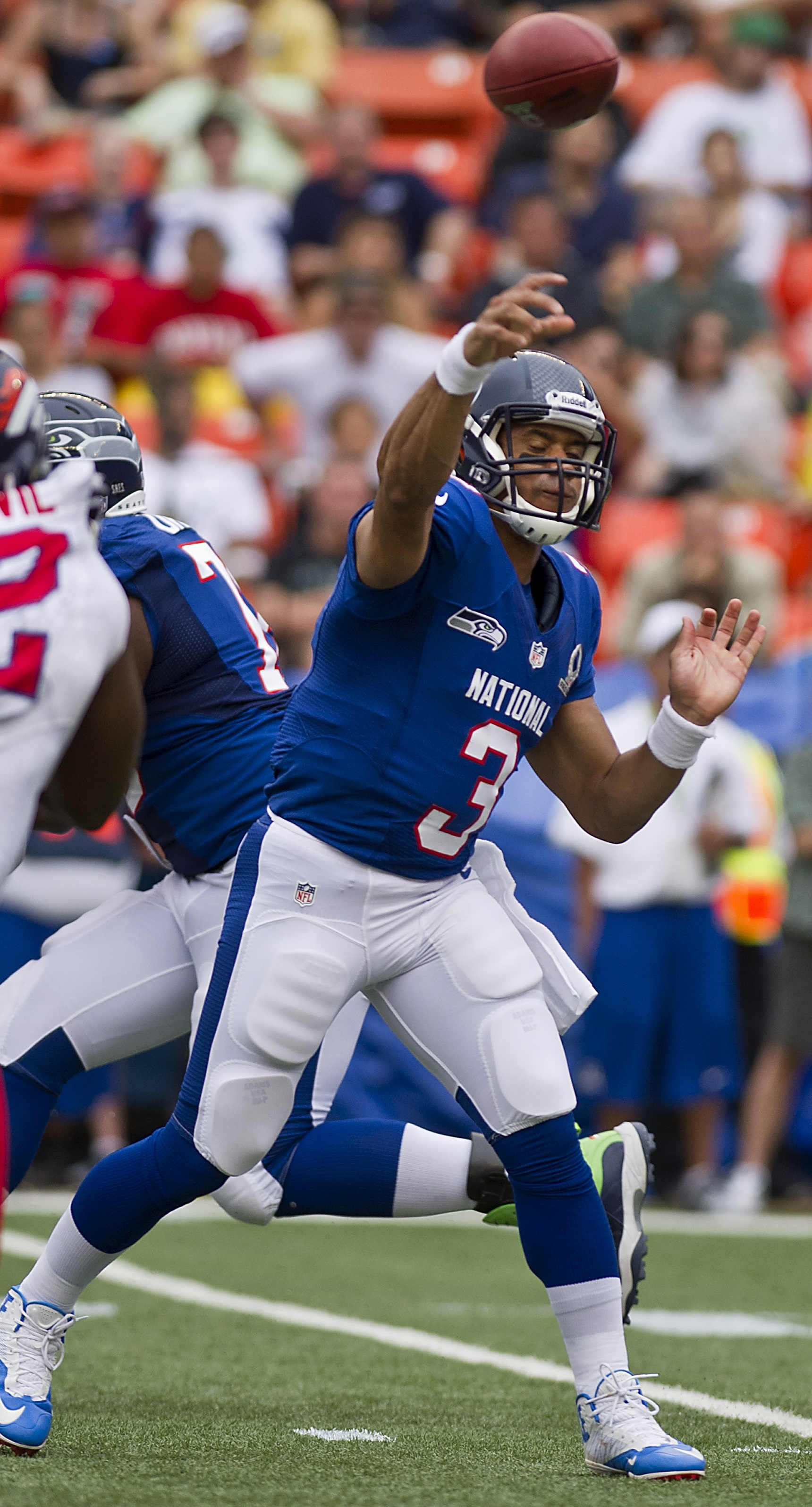
Wilson durante il Pro Bowl 2013.

Nel turno successivo, Seattle batté i Cardinals per 58-0 stabilendo il nuovo primato di franchigia di punti segnati. La domenica successiva, i Seahawks inflissero altri 50 punti ai Buffalo Bills assicurandosi, con la nona vittoria stagionale, il primo record positivo dalla stagione 2007. Wilson fu l'unico quarterback nell'ultimo decennio a segnare tre touchdown su corsa nella stessa partita, insieme a Daunte Culpepper e Cam Newton, e il primo da Culpepper il 2 dicembre 2000 a segnarli tutti nel primo tempo.
Nell'ultimo turno, i Seahawks batterono i Rams, concludendo l'annata come l'unica squadra della lega imbattuta in casa. Con il suo 26º passaggio da touchdown dell'anno, Wilson pareggiò l'allora record NFL per un rookie stabilito da Peyton Manning nel 1998 (che subì però 28 intercetti a fronte dei 10 del quarterback di Seattle). Segnando anche un touchdown su corsa, Wilson divenne anche uno dei soli due rookie della storia (con Cam Newton) a segnarne trenta (4 su corsa). Dopo questa gara, Russell fu premiato come miglior rookie offensivo del mese di dicembre.
La prima stagione regolare di Wilson si concluse così con 3.118 yard passate, 26 touchdown e 10 intercetti. Con un passer rating di 100,0, fu la prima volta nella storia che un quarterback rookie raggiunse un rating a tre cifre (primato raggiunto nella stessa stagione da Robert Griffin III).
Contro i Washington Redskins, Wilson disputò la prima gara di playoff in carriera. In svantaggio di 14-0 alla fine del primo quarto, guidò la franchigia alla prima vittoria nei playoff in trasferta dalla stagione 1983 con 187 yard passate, un touchdown e altre 67 yard corse. Il 13 gennaio 2013, i Seahawks affrontarono nel divisional round gli Atlanta Falcons, la squadra col miglior record della NFC. Di nuovo in svantaggio 20-0 alla fine del primo tempo, Wilson guidò una furiosa rimonta portando la squadra in vantaggio per 28-27 a 30 secondi dalla fine. Atlanta riuscì però a segnare un field goal a otto secondi dal termine e Seattle concluse la sua corsa nei playoff. Wilson terminò col record di franchigia dei Seahawks nella post-season passando 385 yard con 3 touchdown totali, 2 su passaggio e uno su corsa, oltre a 60 yard corse. Quelle 385 yard passate furono anche un record NFL per un rookie nei playoff, superando il primato di 335 stabilito da Sammy Baugh nel lontano 1937
Il 21 gennaio 2013, Wilson fu convocato per il suo primo Pro Bowl in sostituzione di Matt Ryan infortunatosi il giorno precedente nella finale della NFC. A fine anno fu posizionato al numero 51 nella classifica dei migliori cento giocatori della stagione.

#### Stagione 2013: vittoria del Super Bowl

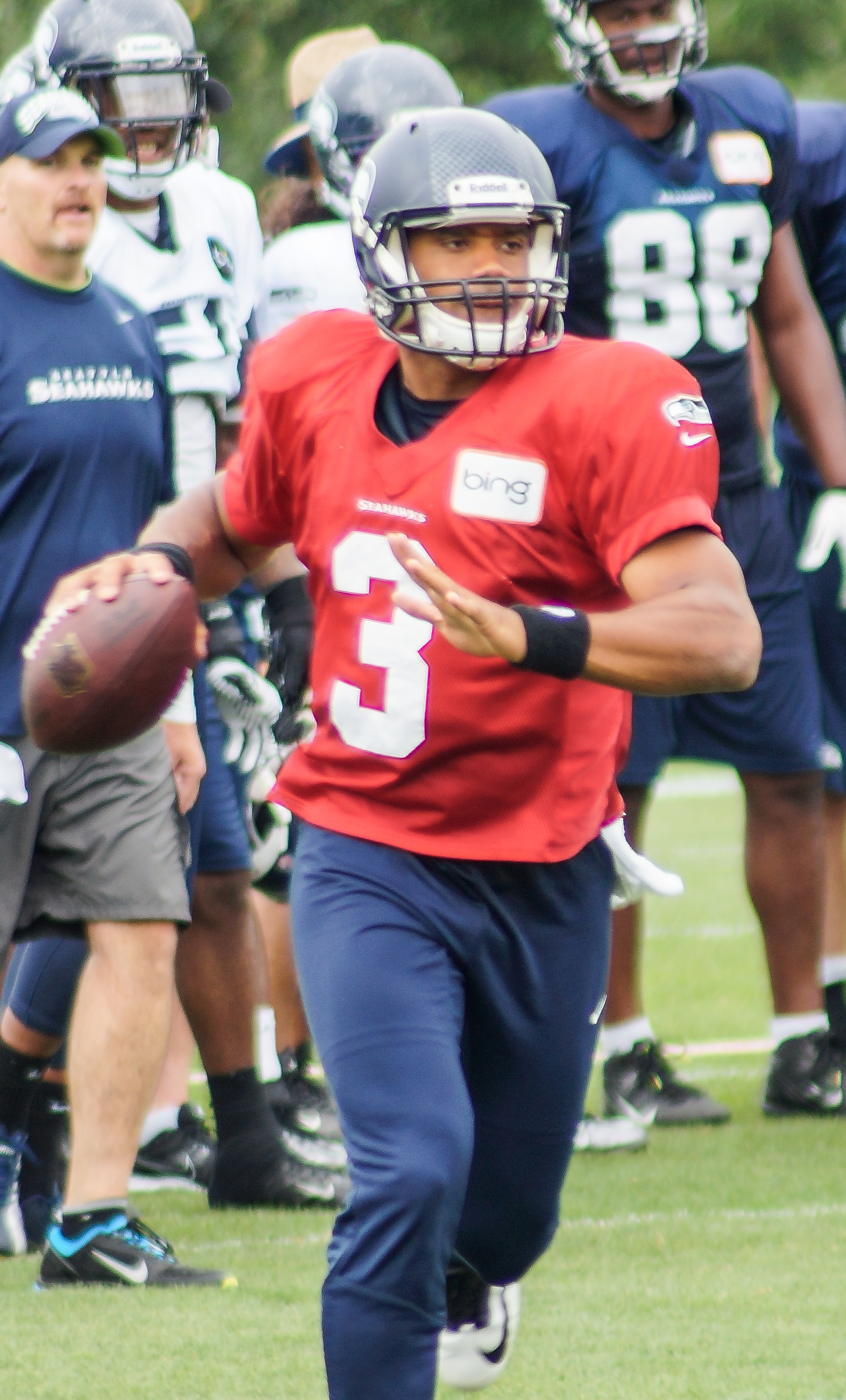
Wilson nel training camp 2013.

All'inizio del mese di settembre, Wilson fu nominato dai propri compagni di squadra capitano della formazione offensiva dei Seahawks. Nella prima gara della stagione contro i Panthers guidò la squadra alla vittoria in rimonta con un passaggio da touchdown da 43 yard per Jermaine Kearse nel quarto periodo, stabilendo l'allora primato in carriera nella stagione regolare con 320 yard passate. Con la vittoria sui Jacksonville Jaguars della settimana 3, Wilson divenne il quinto quarterback dal 1970 a vincere tutte le prime 10 gare come titolare in casa, in una sfida in cui pareggiò l'allora record in carriera di 4 passaggi da touchdown (1 intercetto), venendo tolto a metà del terzo quarto a risultato ampiamente acquisito. Nella settimana 4, i Seahawks partirono per la prima volta nella storia della franchigia con un record di 4-0.

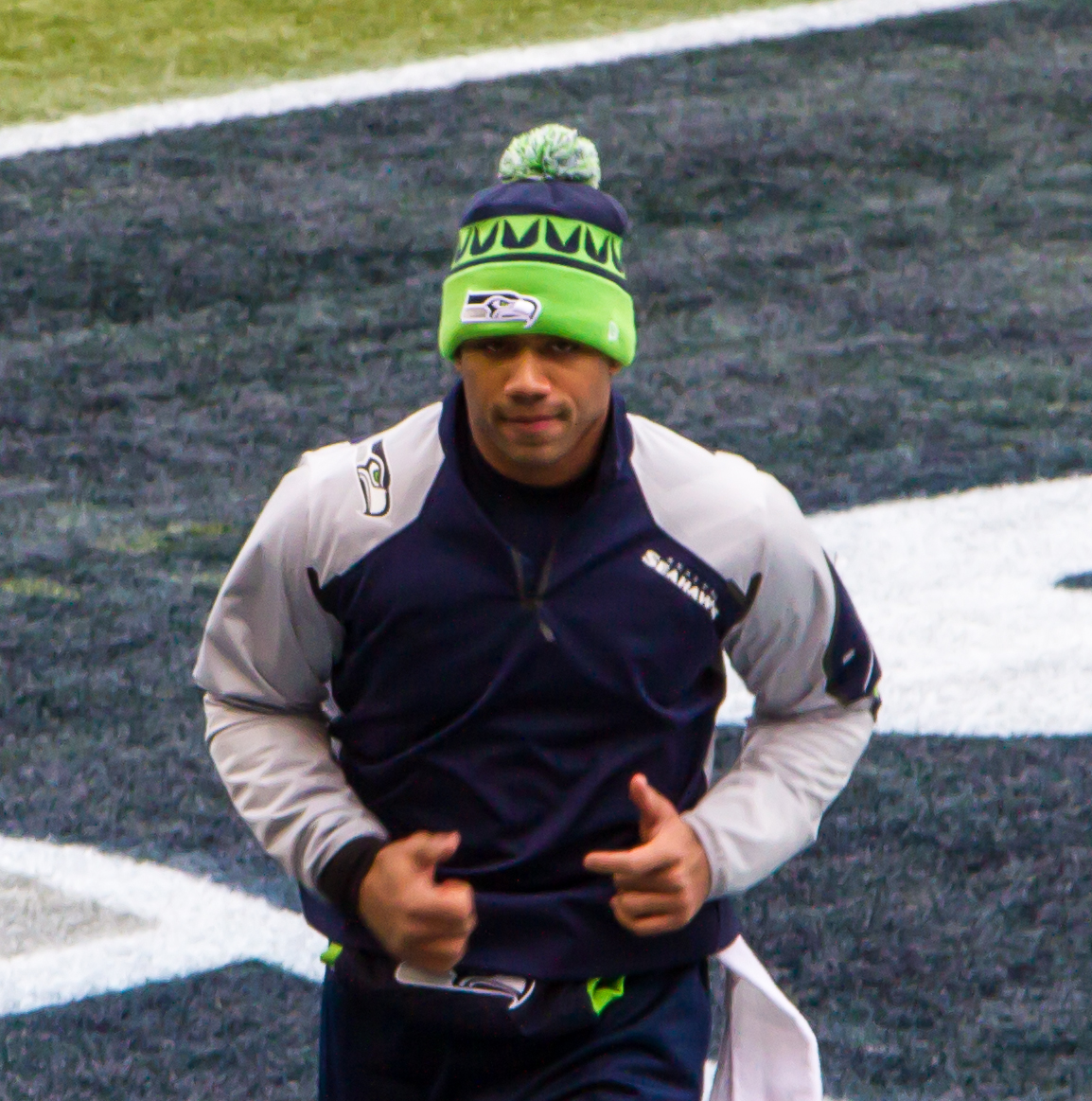
Wilson nel dicembre 2013.

Con la vittoria in trasferta sui Cardinals nel Thursday Night della settimana 7, Seattle partì per la prima volta nella sua storia con un record di 6-1: Wilson passò 235 yard e 3 touchdown.  Nella settimana 9 Wilson guidò i Seahawks a recuperare il più largo svantaggio nella storia della franchigia (21 punti) contro i Tampa Bay Buccaneers, passando a Doug Baldwin il touchdown del pareggio a meno di due minuti dal termine e vincendo poi ai supplementari. La sua gara terminò con 217 yard passate, 2 touchdown, 2 intercetti subiti e un altro touchdown su corsa. La domenica successiva Seattle si vendicò di Atlanta che l'aveva eliminata dai playoff nove mesi prima in una gara dove il quarterback completò 19 passaggi completati su 26 tentativi per 287 yard e 2 touchdown. Con la vittoria al CenturyLink Field sui Vikings della settimana 11, Wilson guidò la squadra al nuovo record di franchigia con la tredicesima vittoria consecutiva in casa. La sua gara terminò con un passer rating di 151,4, il migliore in carriera, con 230 yard passate e 2 touchdown.
Dopo la settimana di pausa, nel Monday Night Football i Seahawks ospitarono i New Orleans Saints nella sfida tra le due squadre col miglior record della NFL in quel momento. Wilson giocò una prova di alto passando 310 yard e tre touchdown, oltre a guidare la squadra con 47 yard corse, nella vittoria per 34-7 che consentì a Seattle di essere la prima squadra della stagione a centrare matematicamente i playoff. Per questa prestazione fu premiato come miglior giocatore offensivo della NFC della settimana.
Dopo una sconfitta esterna con i 49ers, Seattle batté i New York Giants per 23-0 al MetLife Stadium: fu la prima volta che i Giants non riuscirono a segnare punti in casa dal settembre 1995. Con quella vittoria, la sua ventitreesima, Russell stabilì il record NFL per il maggior numero nelle prime due stagioni in carriera per un quarterback titolare, superando Ben Roethlisberger. Inoltre giunse a quota 50 touchdown passati in carriera, raggiungendo Peyton Manning e Dan Marino come unici altri due giocatori della storia a superare quel traguardo nella seconda stagione professionistica. I Seahawks con la sesta vittoria stagionale in trasferta stabilirono un nuovo record di franchigia, appartenuto in precedenza con cinque alla squadra del 2005 (che raggiunse il Super Bowl XL) e a quella del 1984.

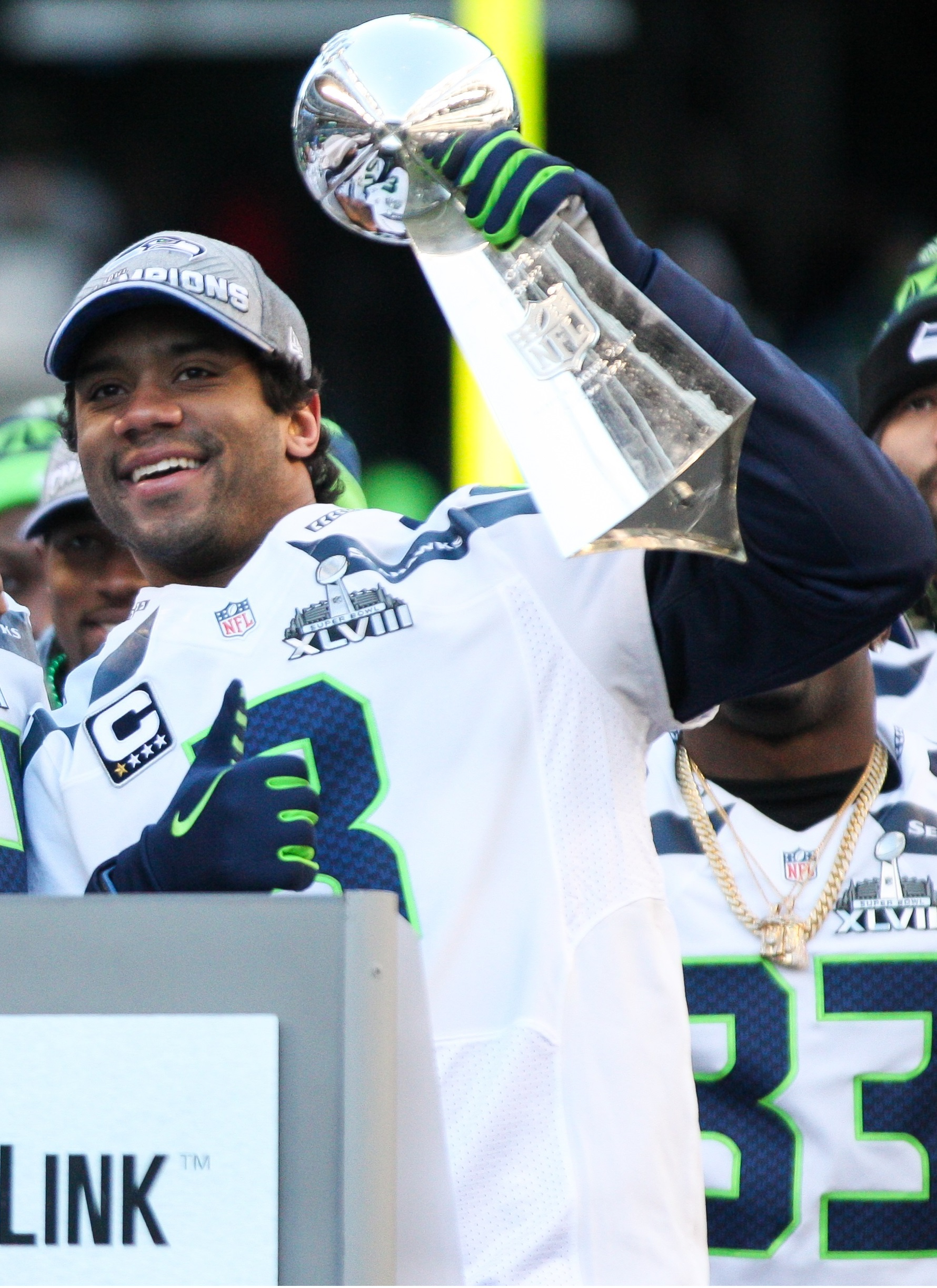
Wilson col Lombardi Trophy al CenturyLink Field di Seattle il 5 febbraio 2014.

Nell'ultima gara della stagione i Seahawks batterono i Rams in casa terminando con un record di 13 vittorie e 3 sconfitte, il migliore della storia della franchigia a pari merito con quello del 2005, assicurandosi il primo posto nel tabellone della NFC e la possibilità di qualificarsi direttamente al secondo turno dei playoff. Wilson terminò la sua seconda stagione regolare con 3.357 yard passate, 26 touchdown e 9 intercetti, con un passer rating di 101,2, venendo convocato per il secondo Pro Bowl in carriera.
Nel divisional round dei playoff in casa contro i Saints, Seattle impostò la gara sulle corse di Marshawn Lynch e Wilson terminò con sole 103 yard passate, nella vittoria per 23-15 che permise alla sua squadra di qualificarsi per la finale della NFC contro i 49ers. Il 19 gennaio 2014, i Seahawks in casa batterono i rivali di division qualificandosi per il secondo Super Bowl della loro storia. In quella sfida, Russell completò 16 passaggi su 25 per 215 yard e un touchdown fondamentale da 35 yard su una situazione di quarto down e 7 per Jermaine Kearse nel secondo tempo, divenendo il sesto quarterback della storia a condurre la sua squadra al Super Bowl in una delle sue prime due stagioni.
Nel Super Bowl XLVIII contro i Denver Broncos, Seattle dominò sin dall'inizio della partita, vincendo per 43-8. Wilson si laureò campione NFL completando 18 passaggi su 25 tentativi, 2 passaggi da touchdown e 26 yard corse, venendo sostituito nel quarto periodo da Tarvaris Jackson quando il risultato era ormai incolmabile per gli avversari. Divenne così il terzo più giovane quarterback della storia a vincere un Super Bowl e solamente il secondo quarterback afroamericano, dopo Doug Williams che condusse i Redskins a conquistare il Super Bowl XII.
A fine anno, Wilson fu votato al 20º posto nella NFL Top 100 dai suoi colleghi, trentuno posizioni in più rispetto all'anno precedente

#### Stagione 2014: ritorno al Super Bowl
Giovedì 4 settembre, i Seahawks campioni in carica diedero il via alla stagione battendo in casa i Green Bay Packers, con Wilson che passò 191 yard e 2 touchdown. Dopo una sconfitta nel turno successivo in trasferta contro i San Diego Chargers, Seattle affrontò i Broncos nella rivincita del Super Bowl di sette mesi prima. La gara si protrasse fino ai supplementari dove, dopo avere vinto il lancio della monetina, i padroni di casa ebbero la possibilità di iniziare col primo possesso. Lì Wilson guidò un drive da 80 yard che si concluse con il touchdown su corsa della vittoria di Lynch.

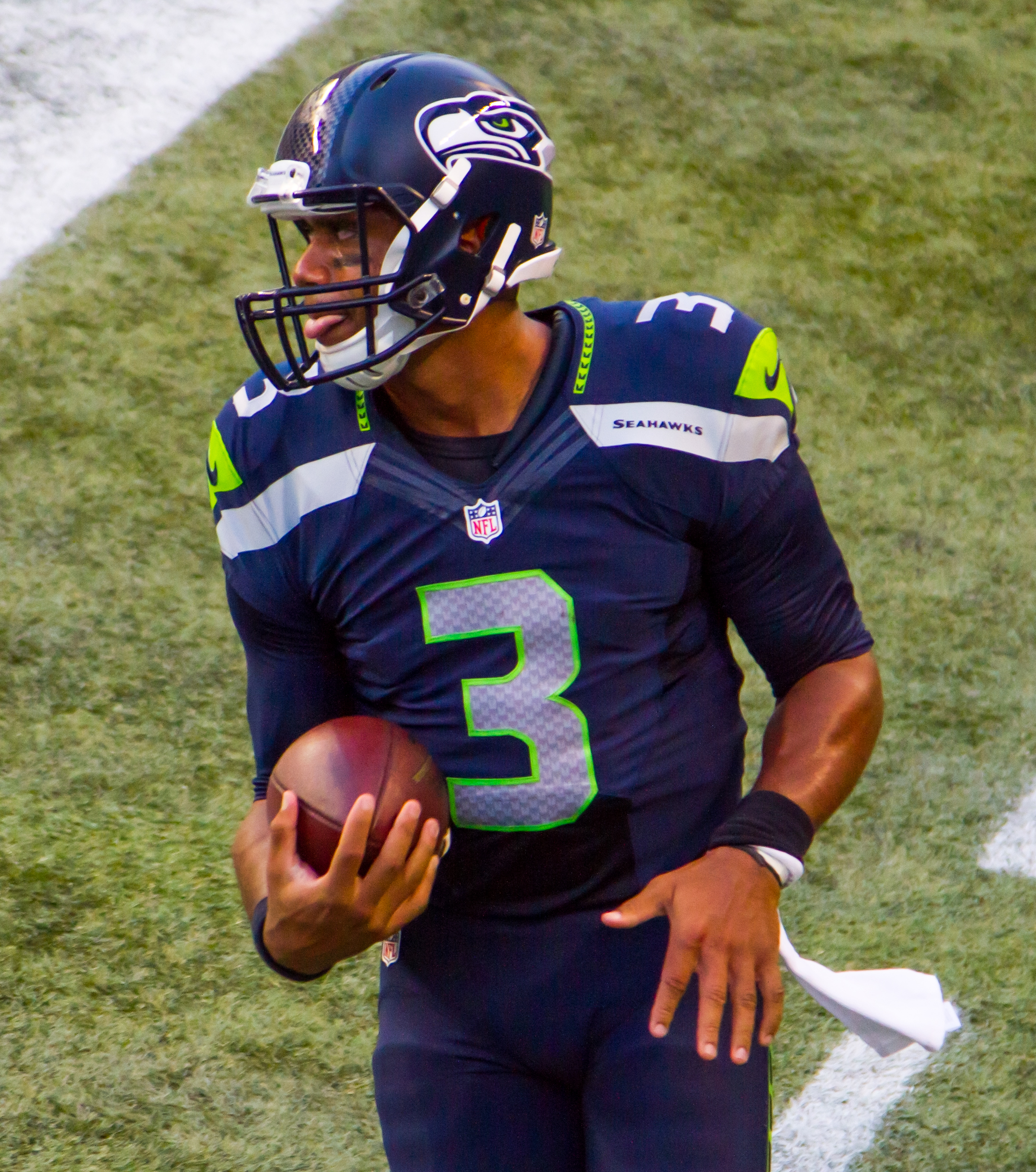
Il quarterback nella pre-stagione 2014.

Dopo la settimana di pausa, Wilson corse 122 yard, un record del Monday Night Football per un quarterback, nella vittoria in casa dei Redskins, in cui passò 2 touchdown e ne segnò un terzo su corsa. In quella gara divenne solamente il terzo quarterback della storia (dopo Michael Vick e Randall Cunningham) a passare oltre 200 yard e correrne almeno 120 nella stessa sfida, venendo premiato come miglior giocatore offensivo della NFC della settimana. Fu il terzo giocatore della storia a vincere tale premio in ognuna delle prime tre stagioni di carriera, dopo Peyton Manning e Andrew Luck. Seguirono due sconfitte per Seattle, una in casa contro i Cowboys in cui faticò molto, e una in trasferta contro i Rams in cui divenne il primo quarterback della storia a lanciare 300 yard e correrne 100 nella stessa partita, oltre che stabilire il nuovo record di franchigia per un quarterback con una singola corsa da 52 yard che superò il primato di 41 yard di Jim Zorn nel 1979.
Nel penultimo turno della stagione i Seahawks affrontarono i Cardinals allo University of Phoenix Stadium con in palio il titolo di division. Contro una delle migliori difese della lega, Wilson passò un nuovo primato personale nella stagione regolare 339 yard con 2 touchdown, oltre a correre 88 yard e segnare un terzo touchdown su corsa nella vittoria per 35-6.Per la seconda volta in stagione, dopo questa gara fu premiato come miglior giocatore offensivo della NFC della settimana. Nell'ultima partita, Seattle batté in casa i Rams assicurandosi per il secondo anno consecutivo la vittoria del titolo di division e il vantaggio del fattore campo per tutti i playoff della NFC. La stagione regolare di Wilson terminò con 3.450 yard passate, 20 intercetti e 7 intercetti, il secondo numero minimo tra tutti i quarterback titolari, dietro ai 5 di Aaron Rodgers. Le sue 849 yard lo collocarono al primo posto tra i giocatori non nel ruolo di running back e furono uno dei migliori 5 risultati di tutti i tempi per un quarterback. Le 2.105 yard corse complessivamente da Wilson e Marshawn Lynch furono un risultato migliore di 27 intere franchigie della lega quell'anno.
Nel secondo turno di playoff, Seattle ospitò i Panthers battendoli per 31-17 e qualificandosi per la seconda finale della NFC consecutiva. Wilson completò 15 passaggi su 22 per 268 yard e tre touchdown,con un passer rating di 149,29 che fu il quinto più alto di tutti i tempi nella storia della post-season. Di quei 3 TD, uno fu da 63 yard per Jermaine Kearse, il più lungo della storia della franchigia nei playoff.
Il 18 gennaio 2015 contro i Packers, Wilson, che si presentava all'inizio della partita col più alto passer rating nella storia dei playoff, lanciò tre intercetti nel primo tempo, completando solo 2 passaggi e con la sua squadra che concluse la prima frazione di gioco in svantaggio per 16-0. Con Green Bay in vantaggio per 19-7 e cinque minuti al termine della partita, Wilson subì il suo quarto intercetto, una cosa mai capitatagli prima in carriera. Da quel momento in poi però, guidò i Seahawks a un'improbabile rimonta. Nel drive successivo della sua squadra segnò un touchdown su corsa, accorciando il punteggio sul 19-14. Dopo che Chris Matthews recuperò con successo un onside kick, Wilson guidò Seattle a percorrere il campo, con un touchdown su corsa di Lynch che portò a un vantaggio di 20-19. Subito dopo il quarterback completò un passaggio da 15 yard per la conversione da due punti di Luke Willson, per il 22-19. I Packers pareggiarono poi con un field goal a 15 secondi dal termine, mandando la gara ai supplementari. Lì i Seahawks vinsero il lancio della monetina ed ebbero la possibilità di partire col primo possesso. Russell guidò i suoi con drive da 80 yard, concluso col passaggio da touchdown della vittoria da 35 yard per Kearse. I Seahawks si qualificarono così per il secondo Super Bowl consecutivo dopo avere messo a segno la loro più grande rimonta nella storia dei playoff, venendo poi sconfitti dai New England Patriots.

#### Stagione 2015

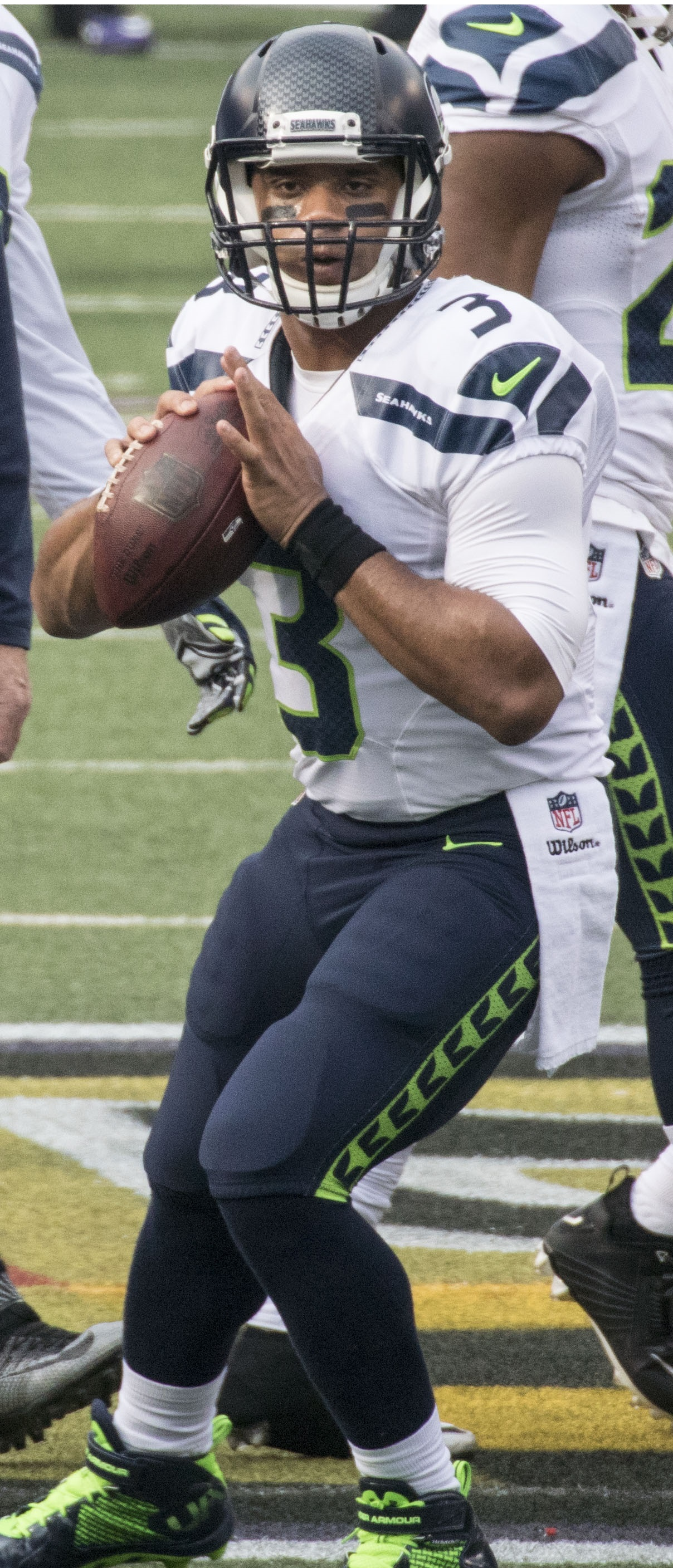
Wilson nel riscaldamento della gara contro i Ravens del 13 dicembre 2015

Il 31 luglio 2015, primo giorno del training camp, Wilson firmò un rinnovo contrattuale quadriennale del valore di 87,6 milioni di dollari, inclusi 31 milioni di bonus alla firma e 60 milioni garantiti. I Seahawks partirono con due sconfitte esterne contro St. Louis e Green Bay, prima di vincere la prima gara contro i Bears nel terzo turno in cui Wilson passò 235 yard e un touchdown per il nuovo arrivo Jimmy Graham.
A partire dalla settimana 11 contro i 49ers, Wilson e i Seahawks collezionarono una serie di prestazioni d'alto livello che li riportarono in zona playoff. Contro San Francisco il quarterback completò l'83% dei suoi passaggi (24/29), un nuovo primato personale, con 260 yard passate e tre touchdown per un passer rating di 138,5 nella vittoria per 29-13. Sette giorni dopo pareggiò il record di franchigia passando 5 touchdown nella vittoria sugli Steelers, tre dei quali per Doug Baldwin di cui l'ultimo da 80 yard, la giocata più lunga della stagione di Seattle. Per questa prova fu premiato come miglior giocatore offensivo della NFC della settimana e come quarterback della settimana. Il periodo positivo di Seattle continuò con la vittoria per 38-7 in casa dei Vikings, in cui Wilson passò altri tre touchdown e segnò il primo stagionale su corsa. La quarta vittoria consecutiva giunse in casa dei Ravens in cui Wilson passò nuovamente 5 touchdown, diventando il primo giocatore della storia della NFL a concludere quattro gare consecutive con un passer rating di almeno 138,5. Per la seconda volta in stagione fu premiato come quarterback della settimana.
Nella settimana 15, Wilson divenne il primo quarterback della storia a passare tre o più touchdown senza subire intercetti per cinque gare consecutive, nella vittoria sui Browns. La sua stagione regolare si chiuse guidando la NFL con un passer rating di 110,1, con 4.024 yard passate e 34 passaggi da touchdown, tutti nuovi record di franchigia, venendo convocato per il terzo Pro Bowl in carriera. Fu il primo giocatore della storia a passare oltre 4.000 yard, a correrne oltre 500 e a passare almeno trenta touchdown nella stessa stagione.
Nel primo turno di playoff, i Seahawks affrontarono i Vikings in un TCF Bank Stadium congelato nella terza gara più fredda della storia dei playoff. Tali condizioni atmosferiche limitarono l'attacco di Seattle che non segnò alcun punto nei primi tre quarti. In svantaggio per 9-0 nell'ultimo periodo di gioco, Wilson guidò la rimonta con un passaggio da touchdown per Baldwin e un field goal, andando a vincere per 10-9, anche grazie a un errore del kicker avversario negli ultimi istanti di gioco. La stagione di Seattle si chiuse la settimana successiva in casa dei Panthers numero 1 del tabellone malgrado un tentativo di rimonta nel secondo tempo, con Wilson che concluse con 366 yard passate, 3 touchdown e 2 intercetti subiti.
Il 31 gennaio 2016, nel Pro Bowl alle Hawaii, Wilson partì come titolare completando 8 passaggi su 12 per 164 yard e tre touchdown, venendo premiato come MVP offensivo della manifestazione.

#### Stagione 2016

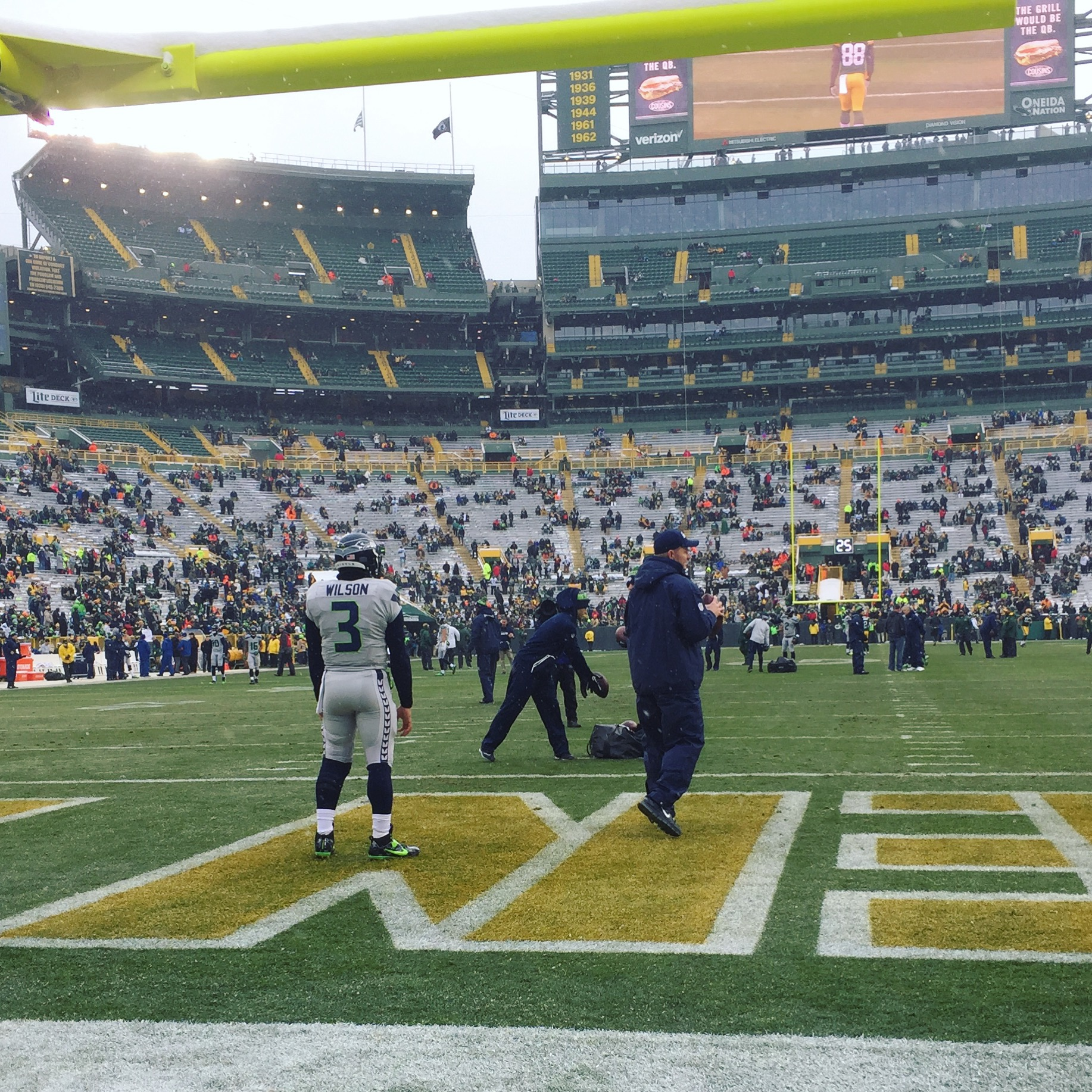
Wilson al Lambeau Field nel dicembre 2016

Nella prima gara della stagione 2016, Wilson passò a Doug Baldwin il touchdown della vittoria in rimonta sui Dolphins a 41 secondi dal termine. Il 16 ottobre, con la vittoria casalinga sui Falcons, divenne il quarterback più rapido della storia a raggiungere le cinquanta vittorie come titolare. Nella settimana 9, nella rivincita del Super Bowl 49 in casa dei Patriots, disputò una delle migliori prove stagionali, passando 348 yard e 3 touchdown, tutti per Baldwin, nella vittoria per 31-24. Sette giorni dopo, nella vittoria casalinga su Philadelphia, Wilson segnò il primo touchdown su ricezione in carriera su un passaggio da 15 yard di Doug Baldwin.
Nella settimana 14 al Lambeau Field, Wilson lanciò un primato negativo di cinque intercetti nella sconfitta per 38-10 ma si riprese quattro giorni dopo passando tre touchdown nella vittoria sui Rams che diede a Seattle il terzo titolo di division delle ultime quattro stagioni. Nel penultimo turno tentò un nuovo massimo in carriera di 45 passaggi e passò un massimo stagionale di 4 touchdown nella sconfitta di misura coi Cardinals. Con la vittoria esterna nell'ultimo turno al Levi's Stadium di San Francisco, Wilson pareggiò il record NFL di Matt Ryan per il maggior numero di vittorie per un quarterback nelle prime cinque stagioni con 56. La sua stagione regolare si chiuse migliorando il proprio record di franchigia con 4.219 yard passate (battuto da Geno Smith nel 2022), con 21 passaggi da touchdown e 11 intercetti subiti.
Nel primo turno di playoff, Wilson guidò Seattle alla vittoria casalinga sui Detroit Lions passando 224 e 2 touchdown. Fu la sua 65ª vittoria tra stagione regolare e playoff nelle prime cinque stagioni, un nuovo record NFL per un quarterback. La stagione dei Seahawks si chiuse la settimana successiva venendo eliminata dagli Atlanta Falcons numero 2 del tabellone.

#### Stagione 2017
Nella stagione 2017, Wilson continuò a dovere convivere con le cattive prestazioni della linea offensiva dei Seahawks, tanto che i suoi 34 sack subiti nell'anno furono il quarto peggior risultato della lega. Seattle, dopo avere iniziato con un record di 1-2, vinse quattro partite consecutive, inclusa una casa dei Giants in cui passò 334 yard e 3 touchdown con un passer rating di 121,1. Nella settimana 8 Wilson stabilì un nuovo record di franchigia passando 452 yard contro i Texans, superando le 20.000 passate in carriera e guidando la squadra alla vittoria in rimonta con il quarto touchdown di giornata passato a Jimmy Graham a 21 secondi dal termine. Per quella prestazione fu premiato come giocatore offensivo della NFC della settimana e come quarterback della settimana.
Con la vittoria nella settimana 12 in casa dei 49ers, Wilson divenne il quarterback più vincente della storia nelle prime sei stagioni, superando le 62 di Joe Flacco. Inoltre divenne il quarto quarterback a lanciare 150 touchdown nelle sue prime sei stagioni, dopo Dan Marino, Peyton Manning e Matthew Stafford. Sette giorni dopo batté gli Eagles futuri vincitori del Super Bowl, passando 3 touchdown e pareggiando il record NFL di Eli Manning del 2011 per il maggior numero di TD passati nel quarto periodo in una stagione, venendo premiato per la seconda volta in stagione come giocatore offensivo della settimana. Dopo due sconfitte contro Jaguars e Rams, i Seahawks nel penultimo turno vinsero in trasferta contro i Cowboys, con Wilson che divenne il primo quarterback della storia a terminare con più vittorie che sconfitte in tutte le prime sei stagioni in carriera. Per la prima volta però mancò l'accesso ai playoff, con la squadra che terminò al secondo posto della division con un bilancio di 9-7. A fine stagione fu convocato per il suo quarto Pro Bowl dopo essere diventato il primo giocatore della storia di Seattle a guidare la lega con 34 passaggi da touchdown.

#### Stagione 2018
Nel quarto turno della stagione 2018, col 20-17 in casa dei Cardinals, Wilson divenne il quarterback più vincente della storia della franchigia, superando Matt Hasselbeck a quota 74. Nella settimana 8 contro i Detroit Lions divenne il primo Seahawk della storia a terminare una gara con un passer rating perfetto di 158,3, frutto di 14 passaggi completati su 17 tentativi, 3 touchdown passati e nessun intercetto subito nella vittoria per 28-14. Nell'anticipo dell'undicesimo turno passò al tight end Ed Dickson il touchdown della vittoria in rimonta contro i Packers a 5 minuti dal termine. Nella settimana 13 Wilson passò un massimo stagionale di 4 touchdown nella vittoria interna sui 49ers per 43-16 non subendo intercetti per la quarta gara consecutiva. Sette giorni dopo, con la vittoria sui Vikings nel Monday Night Football, divenne il quarterback più vincente nelle prime sette stagioni in carriera con 73 successi.
Nel penultimo turno, Wilson passò 271 yard e 3 touchdown nella vittoria sui Kansas City Chiefs, la squadra con il miglior record della AFC, centrando la matematica qualificazione ai playoff dopo un anno di assenza. Sette giorni dopo stabilì i nuovi record di franchigia per TD passati in carriera (196) e in una stagione (35), venendo convocato per il quinto Pro Bowl al posto dell'infortunato Aaron Rodgers. La stagione di Seattle si chiuse nel primo turno dei playoff in casa dei Dallas Cowboys.

#### Stagione 2019

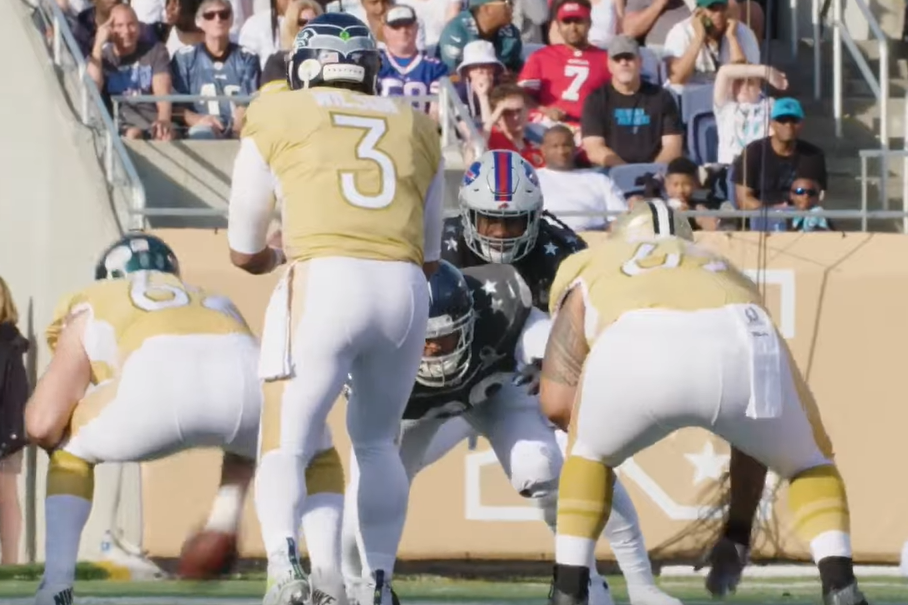
Wilson nel Pro Bowl 2020

Il 16 aprile 2019 Wilson firmò con i Seahawks un rinnovo quadriennale del valore di 140 milioni di dollari che lo rese il giocatore più pagato della storia della NFL. Nella vittoria del secondo turno in casa di Pittsburgh con tre touchdown superò quota 200 in carriera, venendo premiato come giocatore offensivo della NFC della settimana. Nell'anticipo della settimana 5 contro i Rams passò 4 touchdown e terminò con il secondo miglior passer rating in carriera, 151,8, nella vittoria sui rivali di division.
Nel nono turno contro i Tampa Bay Buccaneers, Wilson passò 378 yard e 5 touchdown contro i Buccaneers, incluso quello della vittoria nei tempi supplementari per Jacob Hollister, venendo premiato per la seconda volta in stagione come giocatore offensivo della NFC della settimana e come quarterback della settimana. Dopo la settimana di pausa Wilson, con la vittoria in casa degli Eagles, divenne il primo quarterback della storia a terminare con più vittorie che sconfitte tutte le prime otto stagioni in carriera. Nel 15º turno passò 286 yard e 2 TD nella vittoria in casa dei Panthers che qualificò Seattle ai playoff. Nel penultimo turno superò Matt Hasselbeck come leader della franchigia per yard passate in carriera. La sua stagione regolare si chiuse con 4.110 yard passate, 31 touchdown (terzo nella NFL) e 5 intercetti subiti, venendo convocato per il suo sesto Pro Bowl e inserito nel Second-team All-Pro. Tra il 2017 e il 2019, Wilson passò 100 touchdown, 15 più di qualsiasi altro quarterback. Seattle con un record di 11-5 si piazzò seconda nella division centrando una wild card per i playoff.
Nel primo turno di playoff in casa dei Philadelphia Eagles, Wilson passò 325 yard e un touchdown nella vittoria per 17-9. La stagione dei Seahawks si chiuse in casa dei Packers la settimana successiva, con la sconfitta per 28-23. Wilson chiuse la gara con 277 yard lanciate, 64 yard su corsa e un touchdown.

#### Stagione 2020

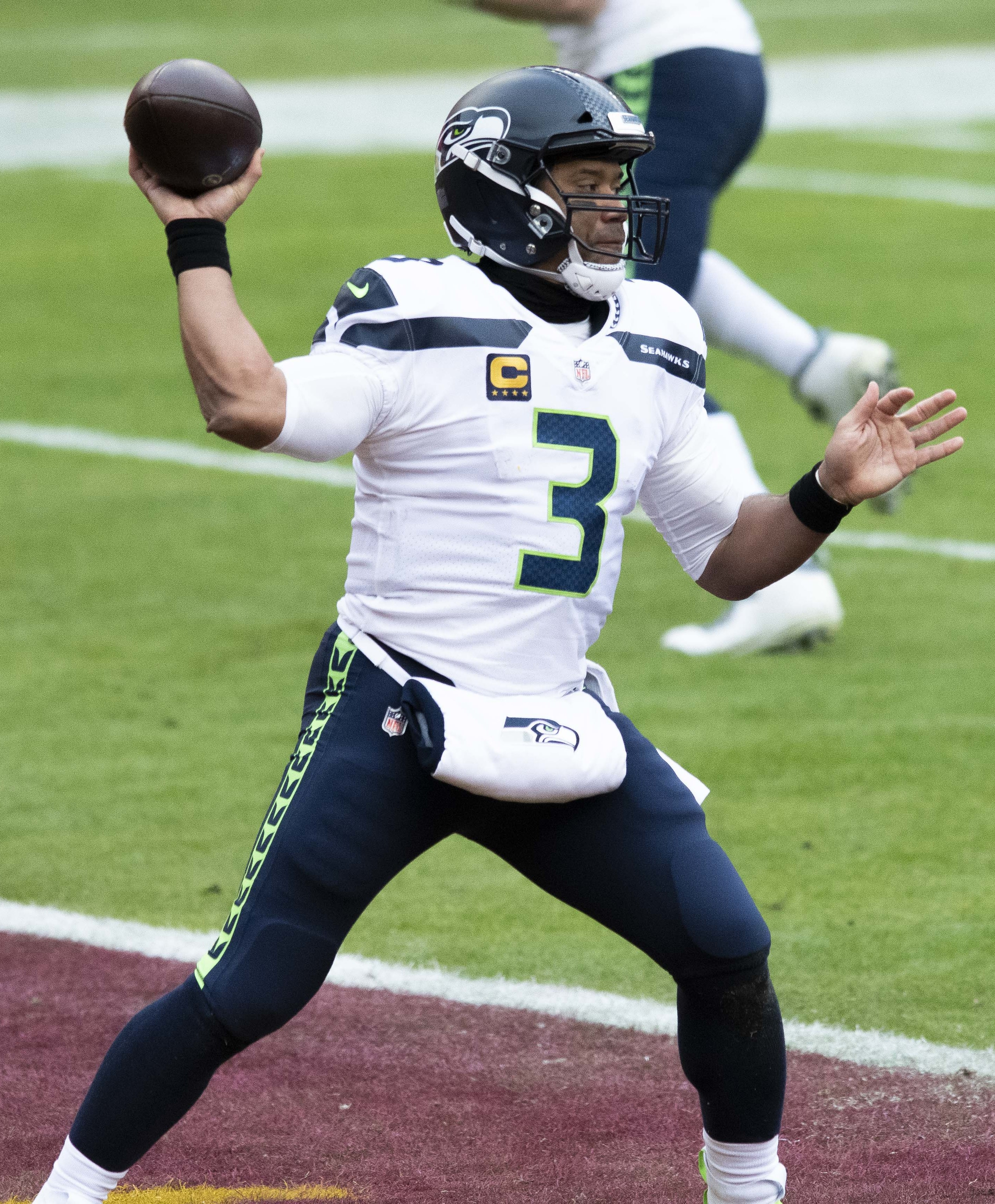
Wilson contro Washington nel 2020

Wilson aprì la stagione superando le 30.000 yard passate in carriera con 322 yard e 4 touchdown nella vittoria in casa dei Falcons per 38-25 che gli valsero i premi di giocatore offensivo della NFC della settimana e di quarterback della settimana. Divenne così il secondo giocatore della storia con 30.000 yard passate e 4.000 yard corse dopo l'Hall of Famer Steve Young. La settimana successiva passò altri 5 touchdown nella vittoria in casa sui Patriots. Sette giorni dopo, nella vittoria sui Cowboys, stabilì un record NFL per il maggior numero di touchdown passati nelle prime tre giornate, giungendo con altri cinque a quota 14, venendo premiato ancora come giocatore offensivo e come quarterback della settimana. Alla fine di settembre vinse il titolo di giocatore offensivo della NFC del mese in cui mantenne i Seahawks imbattuti con 925 yard passate e un passer rating di 139,0, il migliore della lega.
Con due touchdown nel quarto turno, Wilson pareggiò il record NFL di Peyton Manning per il maggior numero nelle prime quattro giornate di campionato, 16. La settimana successiva passò il touchdown della vittoria contro i Vikings a D.K. Metcalf a 15 secondi dal termine su una situazione di quarto down, portando i Seahawks a partire con un record di 5-0 per la prima volta nella loro storia. La prima sconfitta giunse ai tempi supplementari contro i Cardinals dopo la settimana di pausa, in una partita in cui Wilson divenne il leader di tutti i tempi della franchigia per passaggi completati e pareggiò il record NFL di Manning con 22 touchdown nelle prime sei partite della propria squadra.
Dopo due sconfitte consecutive, nella settimana 11, con una vittoria sui Cardinals, Wilson divenne il quarterback più vincente nelle prime nove stagioni in carriera, superando Peyton Manning. La sua stagione si chiuse con 4.212 yard passate, un nuovo primato personale di 40 touchdown (secondo nella NFL) e 13 intercetti, venendo convocato per il suo settimo Pro Bowl (non disputato a causa della pandemia di COVID-19). I Seahawks vinsero la division con un record di 12-4, il loro migliore dal 2014. Il club chiuse la stagione nel wild card round, perdendo contro i Los Angeles Rams con il punteggio di 30 a 23.
Il 6 febbraio Wilson ricevette il Walter Payton NFL Man of the Year Award, assegnato al giocatore maggiormente distintosi nelle opere di beneficenza.

#### Stagione 2021

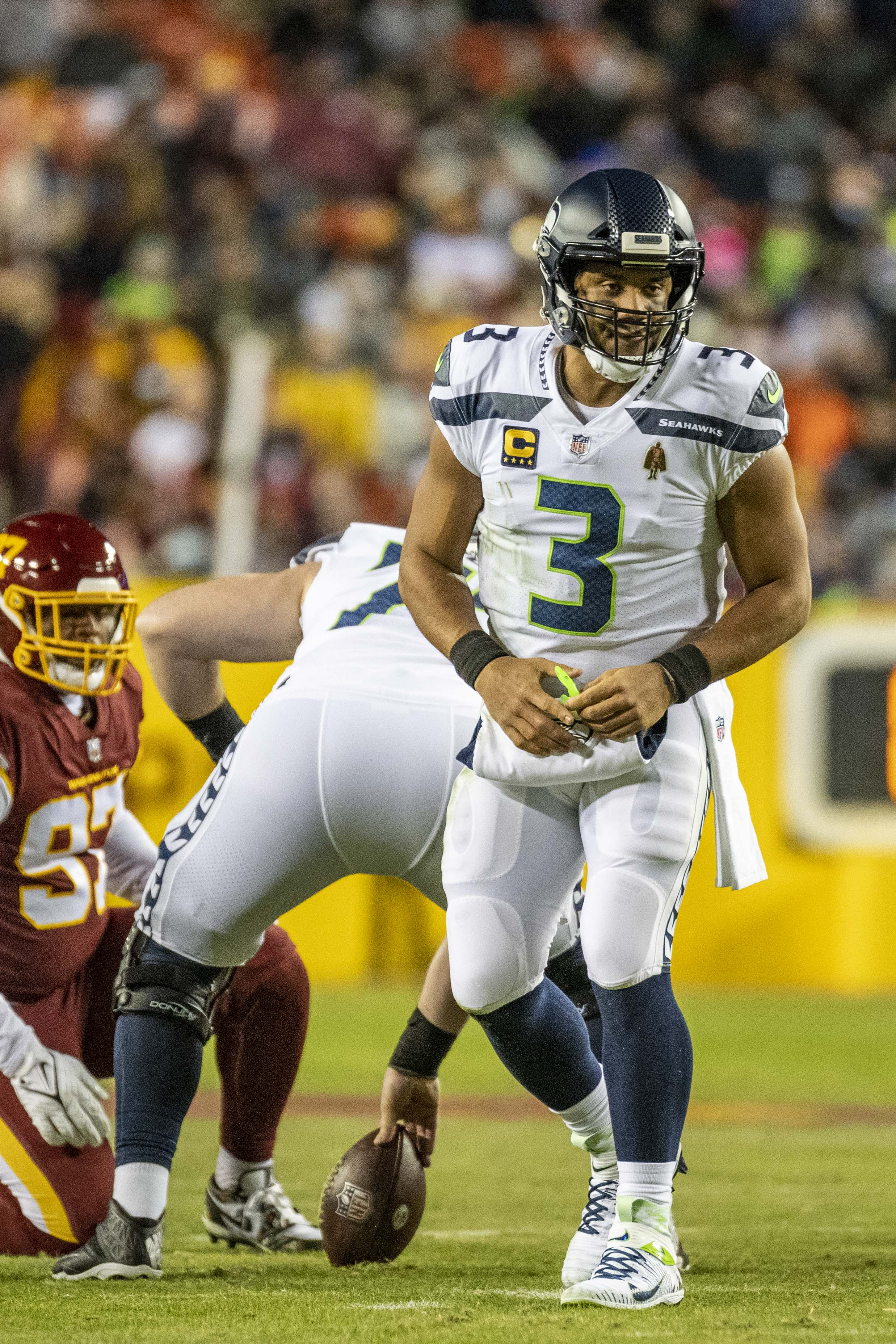
Wilson contro Washington nel novembre 2021

Wilson aprì la decima stagione da professionista con quattro touchdown passati nella vittoria esterna ad Indianapolis. Dopo due sconfitte consecutive con Titans e Vikings, arrivò la 100ª vittoria come professionista, divenendo il quarto più veloce della storia a toccare tale traguardo. Nella settimana 5 contro i Rams, per Wilson giunse il primo infortunio significativo in carriera, un problema a un dito nella mano utilizzata per lanciare, venendo costretto a saltare le prime partite da professionista. La sua striscia di partenze come quarterback titolare consecutive si chiuse al sesto posto di tutti i tempi. Tornò in campo nella settimana 10 a Green Bay ma giocò male subendo due intercetti e non guidando i Seahawks a segnare alcun punto nella sconfitta per 17-0. Dopo tre sconfitte consecutive in cui Wilson giocò una delle peggiori serie di gare della carriera, i Seahawks tornarono alla vittoria contro i 49ers per 30-23 in cui il quarterback passò 231 yard e 2 touchdown. La sua stagione si chiuse con il quarto miglior passer rating della lega, 103,1, venendo convocato per il Pro Bowl al posto dell'infortunato Aaron Rodgers. I Seahawks terminarono per la prima volta nell'era Wilson con un record negativo (7-10).

### Denver Broncos

#### Stagione 2022
L'8 marzo 2022 Wilson passò ai Denver Broncos, assieme a una scelta del quarto giro, in cambio di Drew Lock, Noah Fant e Shelby Harris, insieme alle scelte del primo giro del Draft 2022 e del 2023, due scelte del secondo e una del quinto giro. Il 1º settembre firmò un nuovo contratto quinquennale del valore di 245 milioni di dollari. Partiti con l'ambizione di raggiungere il Super Bowl, la prima stagione di Wilson ai Broncos si rivelò la peggiore della carriera per il quarterback. Questi debuttò con la nuova maglia proprio contro i Seahawks al Lumen Field passando 340 yard e un touchdown ma i favoriti Broncos uscirono sconfitti per 17-16. Denver la settimana successiva continuò a non rispettare le alte aspettative di inizio stagione ma riuscì a cogliere la prima vittoria stagionale contro i Texans, con il quarterback che passò 219 yard, un touchdown e un intercetto. Dopo un deludente record di 2-4 nelle prime sei gare, nel settimo turno Wilson fu costretto a saltare la partita contro i New York Jets per un problema al tendine del ginocchio. Tornò in campo la settimana successiva a Londra contro i Jacksonville Jaguars passando 252 yard, un touchdown e un intercetto nella vittoria per 21-17.
Nel dodicesimo turno Wilson passò il trecentesimo touchdown in carriera ma fu l'unica gioia di un'altra domenica negativa in cui i Broncos continuarono ad avere il peggior attacco della lega per punti segnati, perdendo contro i deboli Panthers. Nel quindicesimo turno fu costretto a saltare la partita per un infortunio. Tornò in campo la settimana successiva contro i Rams in cui subì tre intercetti nella pesante sconfitta per 51-14 che portò al licenziamento dell'allenatore Nathaniel Hackett. Nell'ultimo turno Wilson passò tre touchdown per la seconda volta in stagione nella vittoria sui Chargers che portò Denver a concludere la stagione con un record di 5-12. La sua annata si chiuse 3.524 yard passate, un minimo in carriera di 16 passaggi da touchdown e 11 intercetti subiti, mentre i Broncos conclusero con il peggior attacco della NFL in termini di punti segnati.

#### Stagione 2023
Guidati da un nuovo allenatore, Sean Payton, i Broncos iniziarono la stagione con tre sconfitte, inclusa un'umiliante prestazione nella settimana 3 in cui subirono 70 punti dai Dolphins. Nel quarto turno si trovarono in svantaggio per 28-7 contro i Bears nel terzo periodo ma da quel momento Wilson guidò la squadra alla rimonta e alla vittoria per 31-28. La sua partita terminò con 223 yard passate, 3 touchdown e un passer rating di 133,5 in quella che fu la seconda più ampia rimonta in trasferta della storia della franchigia. La seconda vittoria giunse nel settimo turno contro i Packers, in cui Wilson passò 194 yard e un touchdown per Courtland Sutton senza perdere palloni dopo avere subito due intercetti la settimana precedente.
Nella settimana 8 i Broncos interruppero una striscia di 16 sconfitte consecutive contro i Chiefs campioni in carica che risaliva al 2015. Wilson concluse la partita con 114 yard passate e 3 touchdown. Nell'undicesimo turno guidò i Broncos alla quarta vittoria consecutiva passando il touchdown decisivo a Courtland Sutton nel finale contro i Vikings che venivano da cinque vittorie consecutive. Per Denver fu la prima striscia di quattro vittorie dal 2016.
Dopo le sconfitte con i Lions e i Patriots nelle settimane 15 e 16, i Broncos annunciarono che Wilson sarebbe stato messo in panchina nelle ultime due gare della stagione per "preservare la flessibilità finanziaria".
Il 4 marzo 2024 i Broncos informarono Wilson che sarebbe stato svincolato con l'inizio della nuova stagione.

### Pittsburgh Steelers

#### Stagione 2024

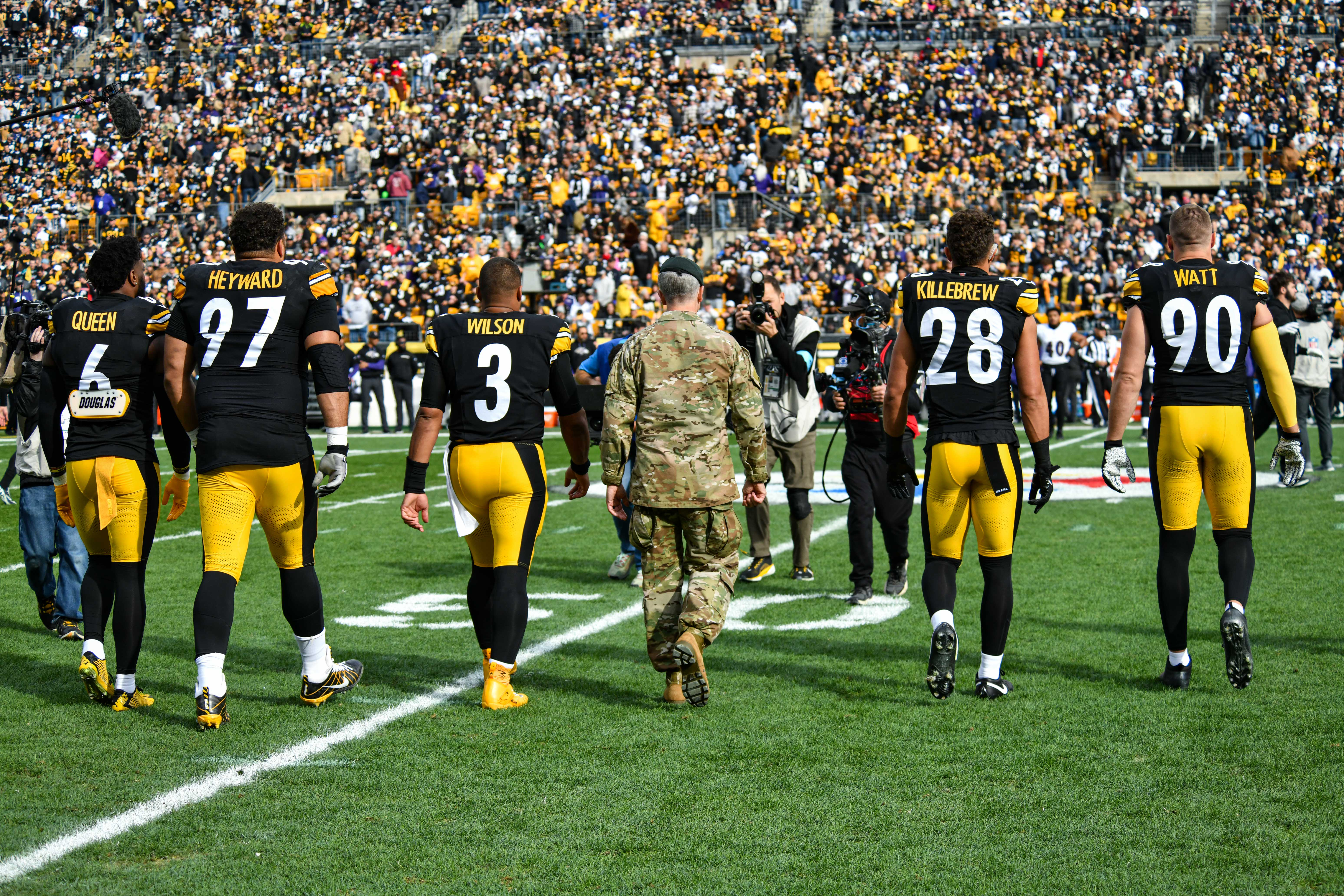
Wilson (terzo da sinistra) scende in campo prima di una partita all'Acrisure Stadium nel 2024

Il 10 marzo 2024 Wilson firmò con i Pittsburgh Steelers un contratto di un anno a 1,2 milioni di dollari (oltre a ricevere 38 milioni di dollari per la stagione 2023 dai Broncos). Nominato titolare per la prima gara della stagione regolare battendo la concorrenza dell'altro neo arrivo Justin Fields, dovette rinunciare a essere in campo a causa di un infortunio a un polpaccio. Alla fine rimase fuori per tutte le prime sei gare, finché il 15 ottobre fu nominato titolare per la gara del settimo turno. Rispose portando la squadra a segnare 37 punti, il massimo sino a quel momento in stagione, con 16 passaggi completati su 29 per 264 yard e 2 touchdown nella vittoria sui Jets. Quelle 264 yard furono un record per un giocatore al debutto con la maglia degli Steelers che superarono le 249 di Earl Morrall nel primo turno della stagione 1957. Nel decimo turno portò gli Steelers alla terza vittoria consecutiva passando al neo arrivo Mike Williams il touchdown vincente, il terzo di giornata, nel finale della gara contro i Washington Commanders.
Nel tredicesimo turno Wilson si riscattò da un intercetto a inizio partita, dopo il quale non perse più palloni, passando 414 yard (secondo massimo in carriera) e tre touchdown nella vittoria sui Bengals. La sua prestazione gli valse il riconoscimento di quarterback della settimana.
Wilson guidò gli Steelers a un record di 10–3 e al primo della AFC North, ma la squadra chiusa la stagione con quattro sconfitte consecutive in cui l'attacco ebbe una media di 14 punti segnati a partita e il quarterback una media di meno di 200 yard passate a partita, uscendo dalla lotta per il titolo di division e accontentandosi di una wild card per i playoff. Nel corso di 11 partite di stagione regolare, Wilson passò 2.482 yard, 16 touchdown e 5 intercetti per un passer rating di 95,6, venendo convocato per il suo decimo Pro Bowl al posto di Lamar Jackson che scelse di non parteciparvi. Nel primo turno di playoff contro i Baltimore Ravens, Wilson completò 20 passaggi su 29 per 270 yard e 2 touchdown, ma gli Steelers persero per 28-14.

### New York Giants
Il 25 marzo 2025 Wilson firmò un contratto annuale del valore di 10,5 milioni di dollari con i New York Giants.

## Record NFL
- Maggior numero yard passate in una gara di playoff da un rookie (385)
- Maggior numero di vittorie per un quarterback titolare nelle prime due stagioni (24)
- Maggior numero di vittorie per un quarterback titolare nelle prime due stagioni inclusi i playoff (28)[188]
- Maggior numero di vittorie per un quarterback titolare nelle prime tre stagioni (36)
- Maggior numero di vittorie per un quarterback titolare nelle prime tre stagioni inclusi i playoff (38)
- Maggior numero di vittorie per un quarterback titolare nelle prime quattro stagioni (46)[189]
- Maggior numero di vittorie per un quarterback titolare nelle prime cinque stagioni (56, condiviso con Matt Ryan)
- Maggior numero di vittorie per un quarterback titolare nelle prime cinque stagioni inclusi i playoff (65)
- Maggior numero di vittorie per un quarterback titolare nelle prime sei stagioni (64)
- Maggior numero di vittorie per un quarterback titolare nelle prime sette stagioni (73)
- Maggior numero di vittorie per un quarterback titolare nelle prime otto stagioni (86, condiviso con Tom Brady)
- Maggior numero di vittorie per un quarterback titolare nelle prime nove stagioni (94)
- Maggior numero di vittorie per un quarterback in casa nell'arco di tre stagioni inclusi i playoff (26, condiviso con Brett Favre e John Elway)
- Unico giocatore della storia ad avere terminato 4 gare consecutive con un passer rating di almeno 138,5
- Maggior numero di touchdown in cinque partite consecutive senza subire intercetti (19)
- Unico quarterback ad avere terminato entrambe le prime due stagioni in carriera con un passer rating di almeno 100,0
- Primo quarterback ad avere passato 300 yard e averne corse altre 100 nella stessa partita
- Unico quarterback ad avere passato 300 yard e averne corso 85 in più di una partita
- Unico quarterback ad avere passato almeno 4.000 yard, ad averne corso almeno 500 e ad avere passato almeno 30 touchdown nella stessa stagione.
- Unico quarterback ad avere passato almeno 30 touchdown e avere corso più di 500 yard in più di una stagione
- Unico quarterback ad essersi qualificato per il Super Bowl in due delle prime tre stagioni in carriera
- Unico quarterback ad avere terminato con più vittorie che sconfitte in tutte le prime otto stagioni in carriera
- Maggior numero di touchdown passati nelle prime tre giornate di campionato (14)
- Maggior numero di touchdown passati nelle prime quattro giornate di campionato (16, condiviso con Peyton Manning)
- Maggior numero di touchdown passati nelle prime sei giornate di campionato (22, condiviso con Peyton Manning)

## Palmarès

### Franchigia
- Super Bowl : 1

Seattle Seahawks: Super Bowl XLVIII
- National Football Conference Championship: 2

Seattle Seahawks: 2013, 2014

### Individuale
- Convocazioni al Pro Bowl: 10

2012, 2013, 2014, 2015, 2017, 2018, 2019, 2020, 2021, 2024
- Second-team All-Pro: 1

2019
- MVP del Pro Bowl: 1

2015
- Quarterback della settimana: 8

13ª del 2012, 12ª e 14ª del 2015, 8ª del 2017, 9ª del 2019, 1ª e 3ª del 2020, 13ª del 2024
- Giocatore offensivo della NFC del mese: 1

settembre 2020
- Giocatore offensivo della NFC della settimana: 11

13ª del 2012, 13ª del 2013, 5ª e 16ª del 2014, 12ª del 2015, 8ª e 13ª del 2017, 2ª e 9ª del 2019, 1ª e 3ª del 2020
- Pepsi NFL rookie dell'anno - 2012
- Rookie offensivo del mese: 1

dicembre 2012
- Rookie della settimana: 1

10ª del 2012
- Leader della NFL in passaggi da touchdown: 1

2017
- Walter Payton Man of the Year Award - 2020
- Steve Largent Award: 3

2012, 2018, 2019
- 50 migliori giocatori del 50º anniversario dei Seahawks

## Statistiche

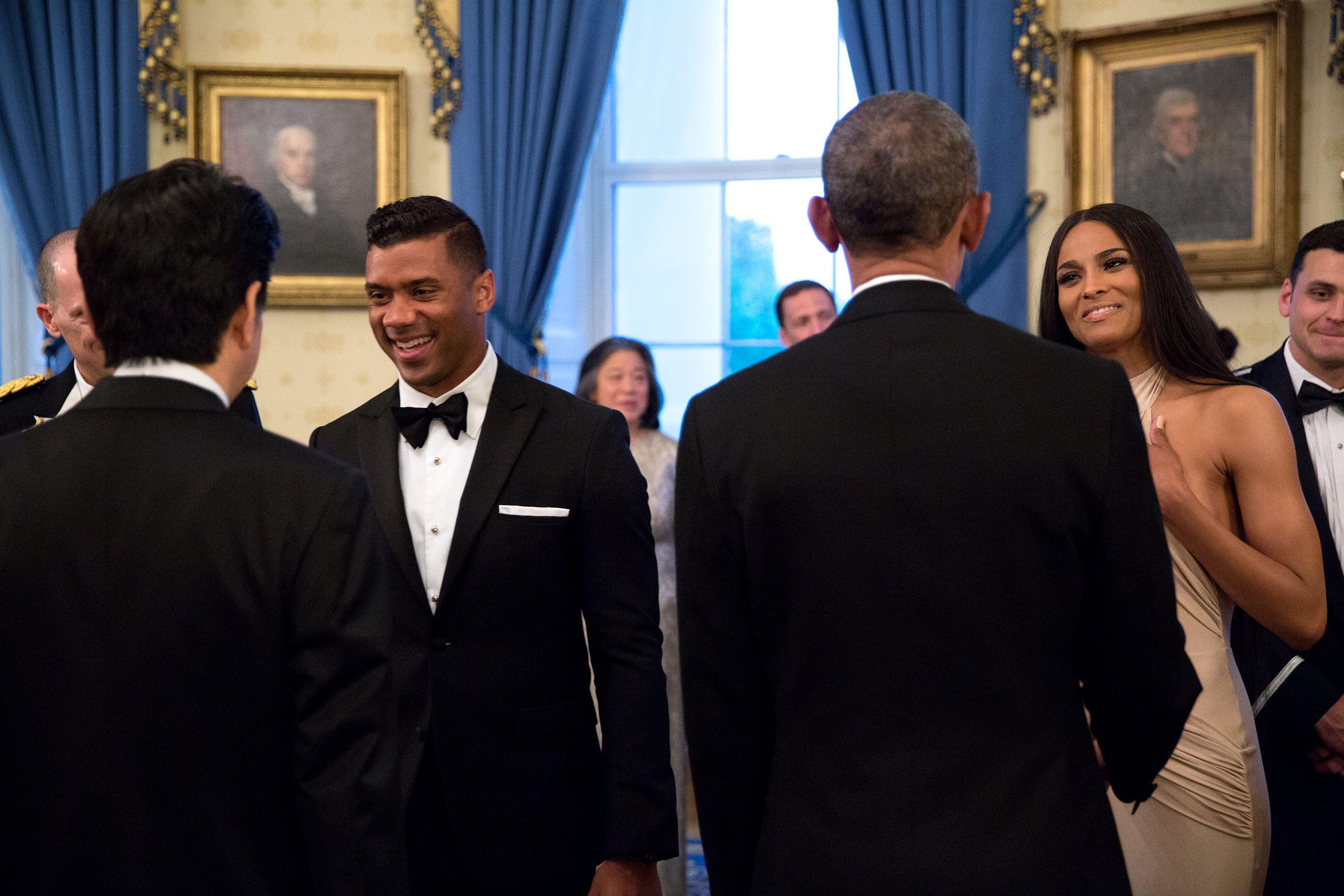
Wilson e la fidanzata (ora moglie) Ciara incontrano Barack Obama e Shinzō Abe alla Casa Bianca il 28 aprile 2015.

| Legenda   | Legenda                 |
| --------- | ----------------------- |
|           | Leader della lega       |
|           | Vittoria del Super Bowl |
| Grassetto | Record in carriera      |

Stagione regolare
| Statistiche nella stagione regolare | Statistiche nella stagione regolare | Statistiche nella stagione regolare | Statistiche nella stagione regolare | Statistiche nella stagione regolare | Statistiche nella stagione regolare | Statistiche nella stagione regolare | Statistiche nella stagione regolare | Statistiche nella stagione regolare | Statistiche nella stagione regolare | Statistiche nella stagione regolare | Statistiche nella stagione regolare | Statistiche nella stagione regolare | Statistiche nella stagione regolare | Statistiche nella stagione regolare | Statistiche nella stagione regolare | Statistiche nella stagione regolare | Statistiche nella stagione regolare | Statistiche nella stagione regolare | Statistiche nella stagione regolare | Statistiche nella stagione regolare |
| Anno                                | Squadra                             | Gare                                | Gare                                | Gare                                | Passaggi                            | Passaggi                            | Passaggi                            | Passaggi                            | Passaggi                            | Passaggi                            | Passaggi                            | Passaggi                            | Corse                               | Corse                               | Corse                               | Corse                               | Sack                                | Sack                                | Fumble                              | Fumble                              |
| Anno                                | Squadra                             | P                                   | PT                                  | Record                              | Comp                                | Ten                                 | %                                   | Yard                                | Media                               | TD                                  | Int                                 | Rat                                 | Ten                                 | Yard                                | Media                               | TD                                  | Sack                                | Yard                                | Fum                                 | Persi                               |
| ----------------------------------- | ----------------------------------- | ----------------------------------- | ----------------------------------- | ----------------------------------- | ----------------------------------- | ----------------------------------- | ----------------------------------- | ----------------------------------- | ----------------------------------- | ----------------------------------- | ----------------------------------- | ----------------------------------- | ----------------------------------- | ----------------------------------- | ----------------------------------- | ----------------------------------- | ----------------------------------- | ----------------------------------- | ----------------------------------- | ----------------------------------- |
| 2012                                | SEA                                 | 16                                  | 16                                  | 11−5                                | 252                                 | 393                                 | 64,1                                | 3.118                               | 7,9                                 | 26                                  | 10                                  | 100,0                               | 94                                  | 489                                 | 5,2                                 | 4                                   | 33                                  | 203                                 | 6                                   | 3                                   |
| 2013                                | SEA                                 | 16                                  | 16                                  | 13−3                                | 257                                 | 407                                 | 63,1                                | 3.357                               | 8,2                                 | 26                                  | 9                                   | 101,2                               | 96                                  | 539                                 | 5,6                                 | 1                                   | 44                                  | 272                                 | 10                                  | 5                                   |
| 2014                                | SEA                                 | 16                                  | 16                                  | 12−4                                | 285                                 | 452                                 | 63,1                                | 3.475                               | 7,7                                 | 20                                  | 7                                   | 95,0                                | 118                                 | 849                                 | 7,2                                 | 6                                   | 42                                  | 242                                 | 11                                  | 0                                   |
| 2015                                | SEA                                 | 16                                  | 16                                  | 10−6                                | 329                                 | 483                                 | 68,1                                | 4.024                               | 8,3                                 | 34                                  | 8                                   | 110,1                               | 103                                 | 553                                 | 5,4                                 | 1                                   | 45                                  | 265                                 | 7                                   | 3                                   |
| 2016                                | SEA                                 | 16                                  | 16                                  | 10−5−1                              | 353                                 | 546                                 | 64,1                                | 4.219                               | 7,7                                 | 21                                  | 11                                  | 92,6                                | 72                                  | 259                                 | 3,6                                 | 1                                   | 41                                  | 293                                 | 8                                   | 2                                   |
| 2017                                | SEA                                 | 16                                  | 16                                  | 9−7                                 | 339                                 | 553                                 | 61,3                                | 3.983                               | 7,2                                 | 34                                  | 11                                  | 95,4                                | 95                                  | 586                                 | 6,2                                 | 3                                   | 43                                  | 322                                 | 14                                  | 3                                   |
| 2018                                | SEA                                 | 16                                  | 16                                  | 10−6                                | 280                                 | 427                                 | 65,6                                | 3.448                               | 8,1                                 | 35                                  | 7                                   | 110,9                               | 67                                  | 376                                 | 5,6                                 | 0                                   | 51                                  | 355                                 | 10                                  | 2                                   |
| 2019                                | SEA                                 | 16                                  | 16                                  | 11−5                                | 341                                 | 516                                 | 66,1                                | 4.110                               | 8,0                                 | 31                                  | 5                                   | 106,3                               | 75                                  | 342                                 | 4,6                                 | 3                                   | 48                                  | 319                                 | 8                                   | 2                                   |
| 2020                                | SEA                                 | 16                                  | 16                                  | 12−4                                | 384                                 | 558                                 | 68,8                                | 4.212                               | 7,5                                 | 40                                  | 13                                  | 105,1                               | 83                                  | 513                                 | 6,2                                 | 2                                   | 47                                  | 301                                 | 7                                   | 4                                   |
| 2021                                | SEA                                 | 14                                  | 14                                  | 6−8                                 | 259                                 | 400                                 | 64,8                                | 3.113                               | 7,8                                 | 25                                  | 6                                   | 103,1                               | 43                                  | 183                                 | 4,3                                 | 2                                   | 33                                  | 266                                 | 6                                   | 1                                   |
| 2022                                | DEN                                 | 15                                  | 15                                  | 4−11                                | 292                                 | 483                                 | 60,5                                | 3.524                               | 7,3                                 | 16                                  | 11                                  | 84,4                                | 55                                  | 277                                 | 5,0                                 | 3                                   | 55                                  | 368                                 | 6                                   | 2                                   |
| Totale                              | Totale                              | 173                                 | 173                                 | 108−64−1                            | 3.371                               | 5.218                               | 64,6                                | 40.583                              | 7,8                                 | 308                                 | 98                                  | 100,2                               | 901                                 | 4.966                               | 5,5                                 | 26                                  | 482                                 | 3.206                               | 93                                  | 27                                  |

Playoff
| Statistiche nei playoff | Statistiche nei playoff | Statistiche nei playoff | Statistiche nei playoff | Statistiche nei playoff | Statistiche nei playoff | Statistiche nei playoff | Statistiche nei playoff | Statistiche nei playoff | Statistiche nei playoff | Statistiche nei playoff | Statistiche nei playoff | Statistiche nei playoff | Statistiche nei playoff | Statistiche nei playoff | Statistiche nei playoff | Statistiche nei playoff | Statistiche nei playoff | Statistiche nei playoff | Statistiche nei playoff | Statistiche nei playoff |
| Anno                    | Squadra                 | Gare                    | Gare                    | Gare                    | Passaggi                | Passaggi                | Passaggi                | Passaggi                | Passaggi                | Passaggi                | Passaggi                | Passaggi                | Corse                   | Corse                   | Corse                   | Corse                   | Sack                    | Sack                    | Fumble                  | Fumble                  |
| Anno                    | Squadra                 | P                       | PT                      | Record                  | Cmp                     | Ten                     | %                       | Yard                    | Media                   | TD                      | Int                     | Rat                     | Ten                     | Yard                    | Media                   | TD                      | Sack                    | Yard                    | Fum                     | Persi                   |
| ----------------------- | ----------------------- | ----------------------- | ----------------------- | ----------------------- | ----------------------- | ----------------------- | ----------------------- | ----------------------- | ----------------------- | ----------------------- | ----------------------- | ----------------------- | ----------------------- | ----------------------- | ----------------------- | ----------------------- | ----------------------- | ----------------------- | ----------------------- | ----------------------- |
| 2012                    | SEA                     | 2                       | 2                       | 1−1                     | 39                      | 62                      | 62,9                    | 572                     | 9,2                     | 3                       | 1                       | 102,4                   | 15                      | 127                     | 8,5                     | 1                       | 7                       | 48                      | 1                       | 1                       |
| 2013                    | SEA                     | 3                       | 3                       | 3−0                     | 43                      | 68                      | 63,2                    | 524                     | 7,7                     | 3                       | 0                       | 101,6                   | 11                      | 42                      | 3,8                     | 0                       | 7                       | 22                      | 2                       | 1                       |
| 2014                    | SEA                     | 3                       | 3                       | 2−1                     | 41                      | 72                      | 56,9                    | 724                     | 10,1                    | 6                       | 5                       | 90,3                    | 17                      | 86                      | 5,1                     | 1                       | 10                      | 58                      | 2                       | 0                       |
| 2015                    | SEA                     | 2                       | 2                       | 1−1                     | 44                      | 74                      | 59,5                    | 506                     | 6,8                     | 4                       | 3                       | 72,2                    | 8                       | 53                      | 6,6                     | 0                       | 7                       | 54                      | 1                       | 0                       |
| 2016                    | SEA                     | 2                       | 2                       | 1−1                     | 40                      | 60                      | 66,7                    | 449                     | 7,5                     | 4                       | 2                       | 97,2                    | 9                       | 46                      | 5,1                     | 0                       | 6                       | 31                      | 0                       | 0                       |
| 2018                    | SEA                     | 1                       | 1                       | 0−1                     | 18                      | 27                      | 66,7                    | 233                     | 8,6                     | 1                       | 0                       | 105,9                   | 3                       | 14                      | 4,7                     | 1                       | 1                       | 7                       | 0                       | 0                       |
| 2019                    | SEA                     | 2                       | 2                       | 1−1                     | 39                      | 61                      | 63,9                    | 602                     | 9,9                     | 2                       | 0                       | 107,4                   | 16                      | 109                     | 6,8                     | 0                       | 6                       | 19                      | 1                       | 0                       |
| 2020                    | SEA                     | 1                       | 1                       | 0−1                     | 11                      | 27                      | 40,7                    | 174                     | 6,4                     | 2                       | 1                       | 72,1                    | 4                       | 50                      | 12,5                    | 0                       | 5                       | 32                      | 0                       | 0                       |
| Totale                  | Totale                  | 16                      | 16                      | 9−7                     | 275                     | 451                     | 61,0                    | 3.786                   | 8,4                     | 25                      | 12                      | 95.3                    | 83                      | 527                     | 6,3                     | 3                       | 49                      | 271                     | 7                       | 2                       |

## Vita privata
Il 25 ottobre 2016 attraverso i propri canali ufficiali, Wilson annunciò che la moglie Ciara era in attesa di un figlio. La figlia della coppia, Sienna, nacque il 28 aprile 2017. Nel 2020 ebbero un secondo figlio, Win Russell. Nel dicembre 2023 venne alla luce la terza figlia, Amora Princess.